# Kościół Ewangelicko-Augsburski w Rzeczypospolitej Polskiej
Kościół Ewangelicko-Augsburski w Rzeczypospolitej Polskiej, Kościół Luterański w Rzeczypospolitej Polskiej – najstarszy i największy Kościół ewangelicki (protestancki) w Polsce i obecnie jedyny Kościół luterański w Rzeczypospolitej Polskiej. Członek Światowej Federacji Luterańskiej, Światowej Rady Kościołów, Konferencji Kościołów Europejskich i Polskiej Rady Ekumenicznej. Organem prasowym jest „Zwiastun Ewangelicki”. Zwierzchnikiem Kościoła jest bp Jerzy Samiec. W 2024 Kościół liczył 59 891‬ członków (w tym 194 duchownych) w 132 parafiach. Otacza opieką duszpasterską około 70 000 osób.

## Historia

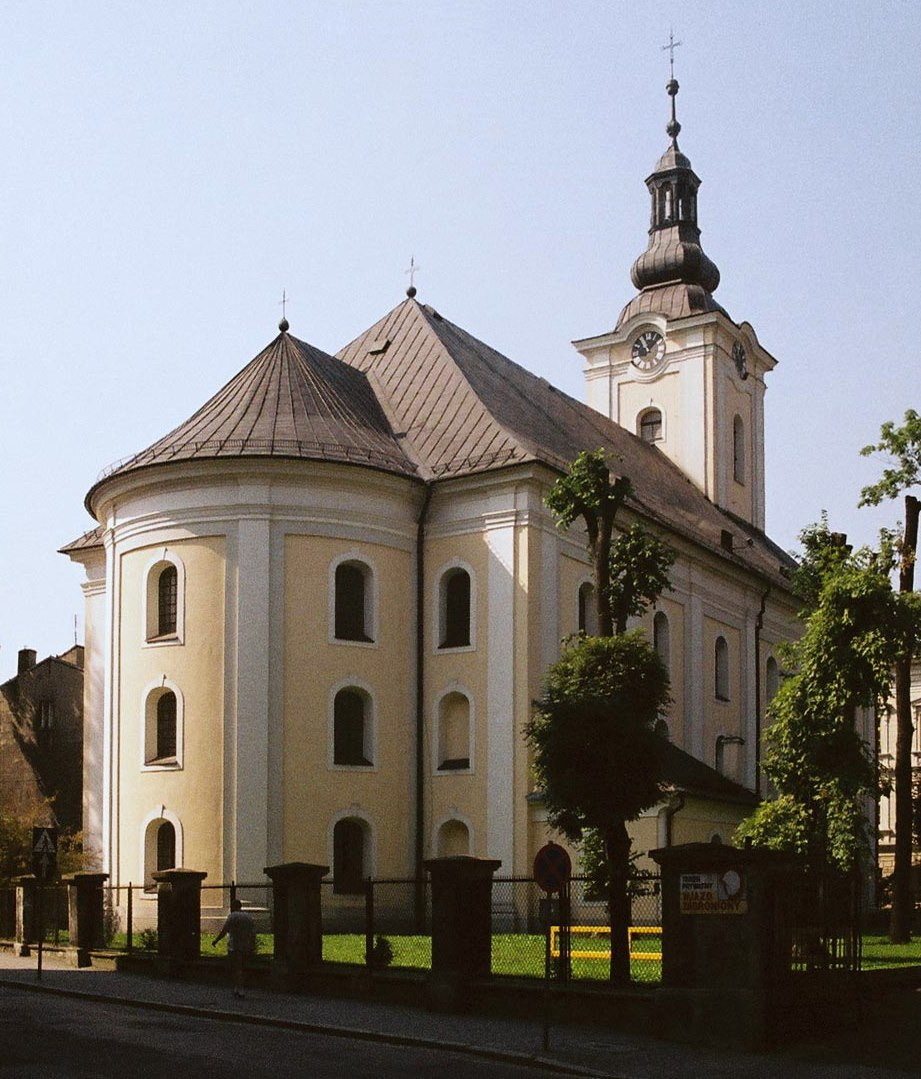
Kościół Marcina Lutra w Bielsku-Białej

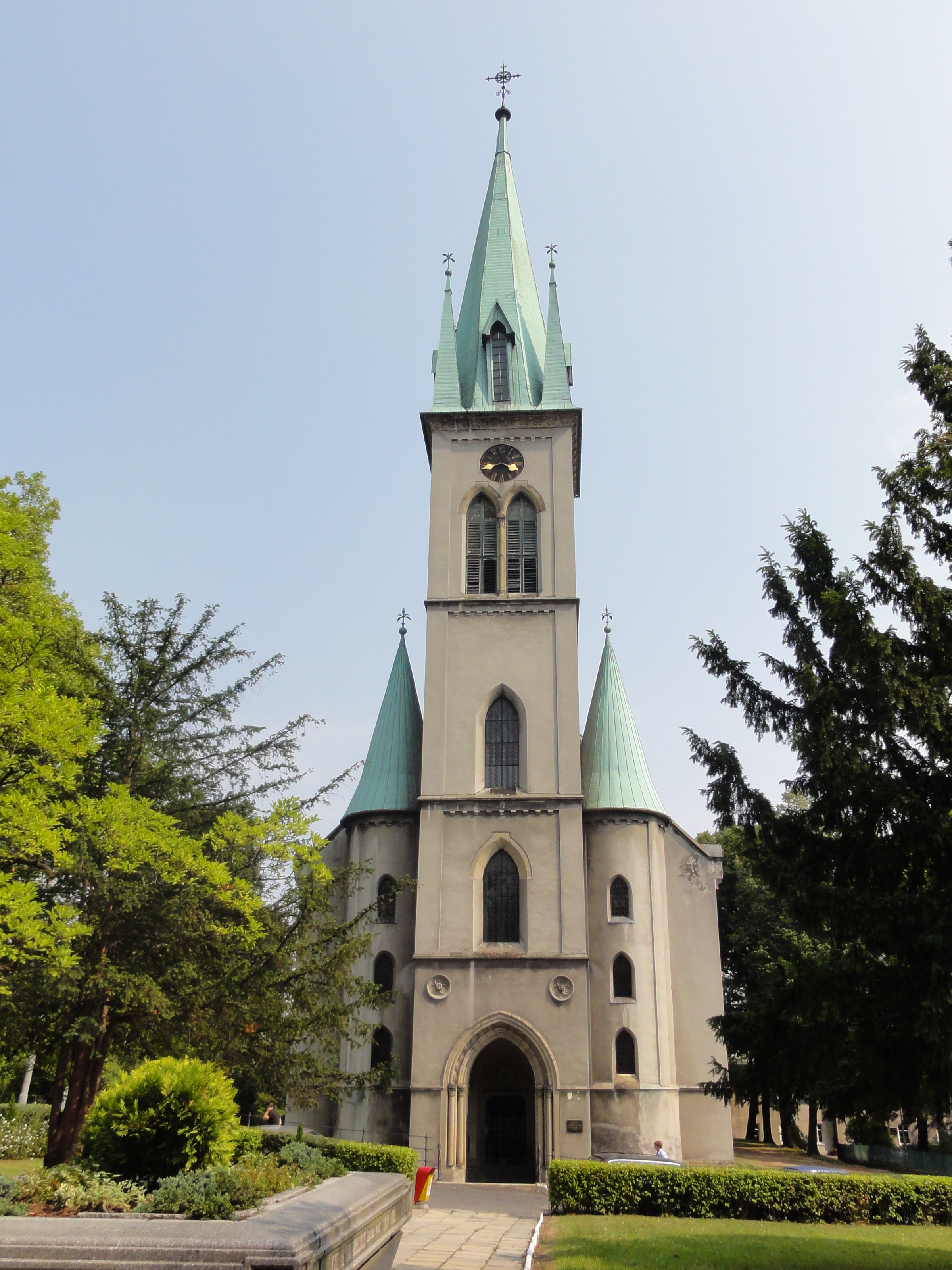
Kościół Zbawiciela w Bielsku-Białej

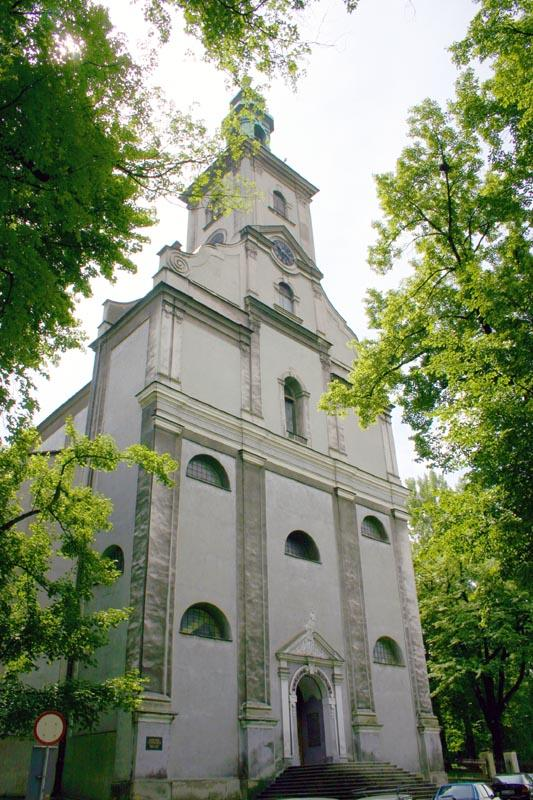
Kościół Jezusowy w Cieszynie

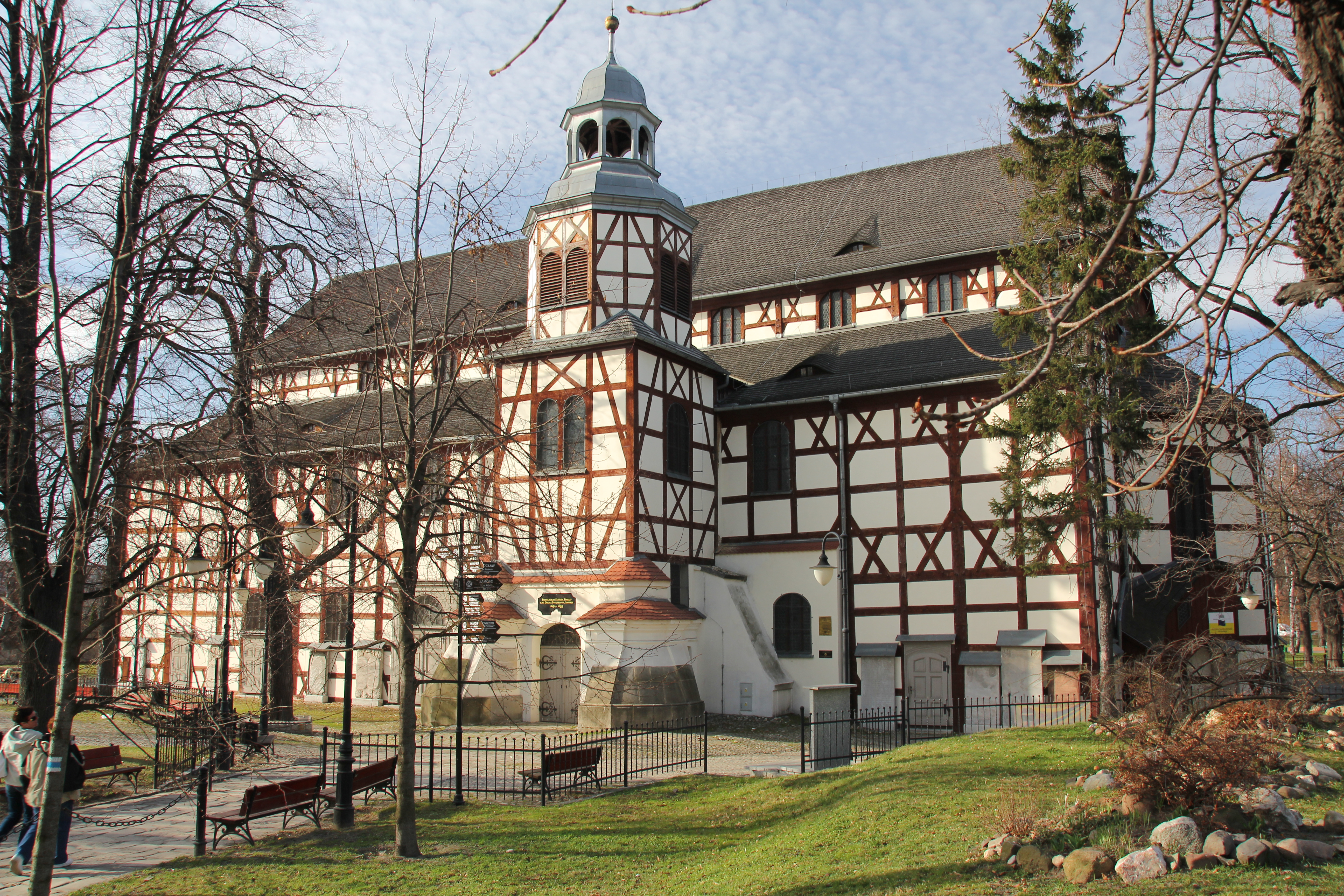
Kościół Pokoju w Jaworze

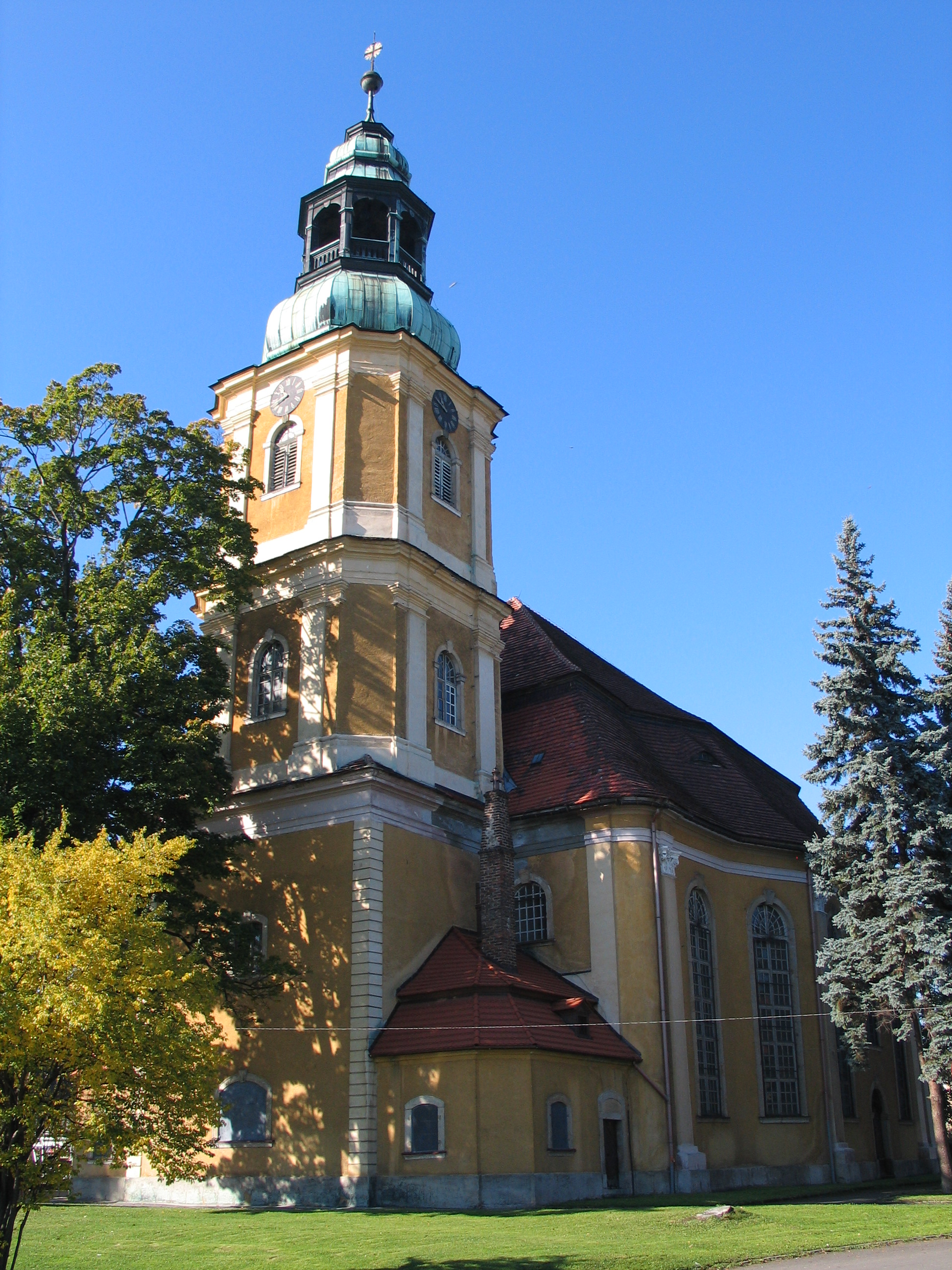
Kościół Zbawiciela w Jeleniej Górze-Cieplicach

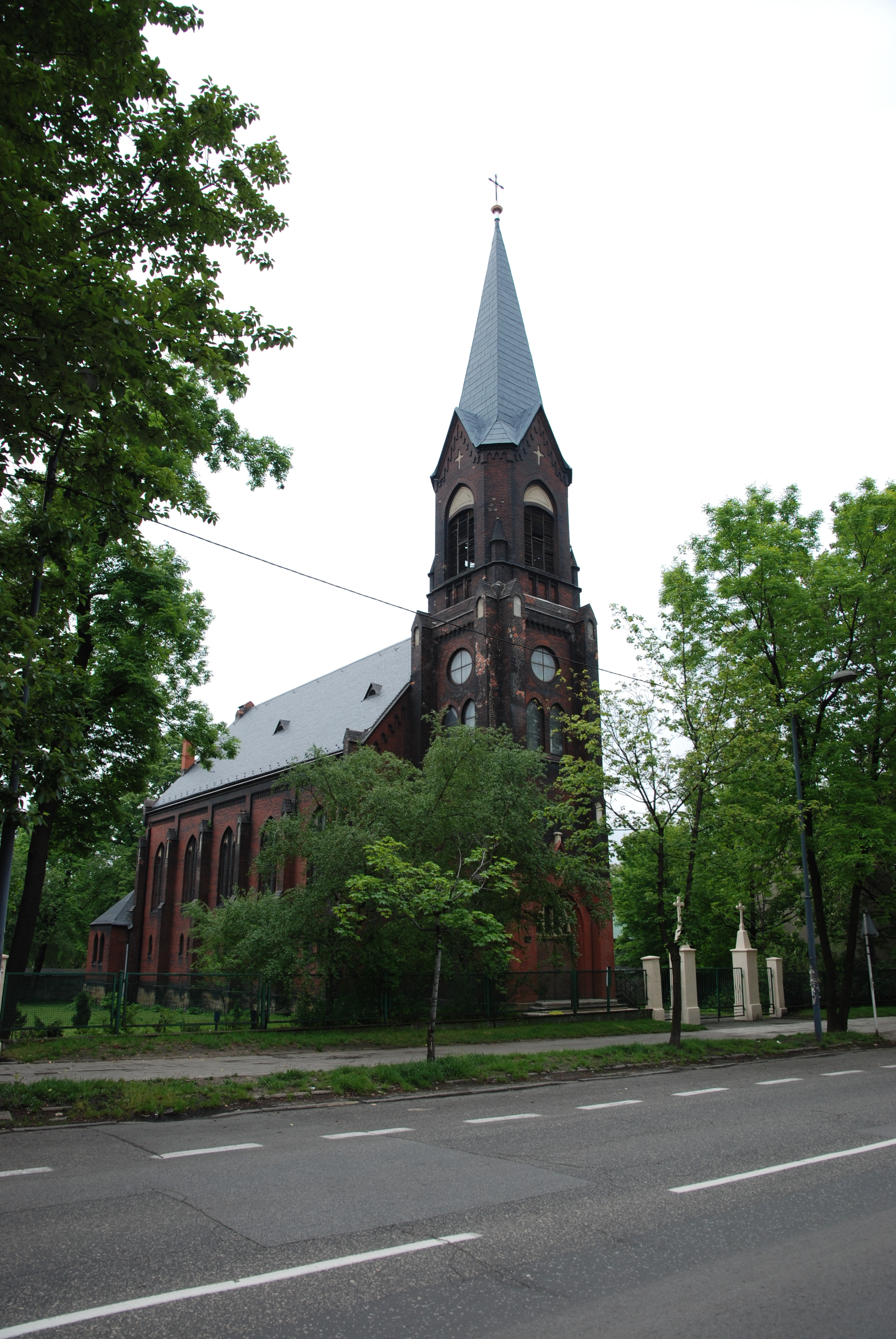
Kościół Zbawiciela w Katowicach-Szopienicach

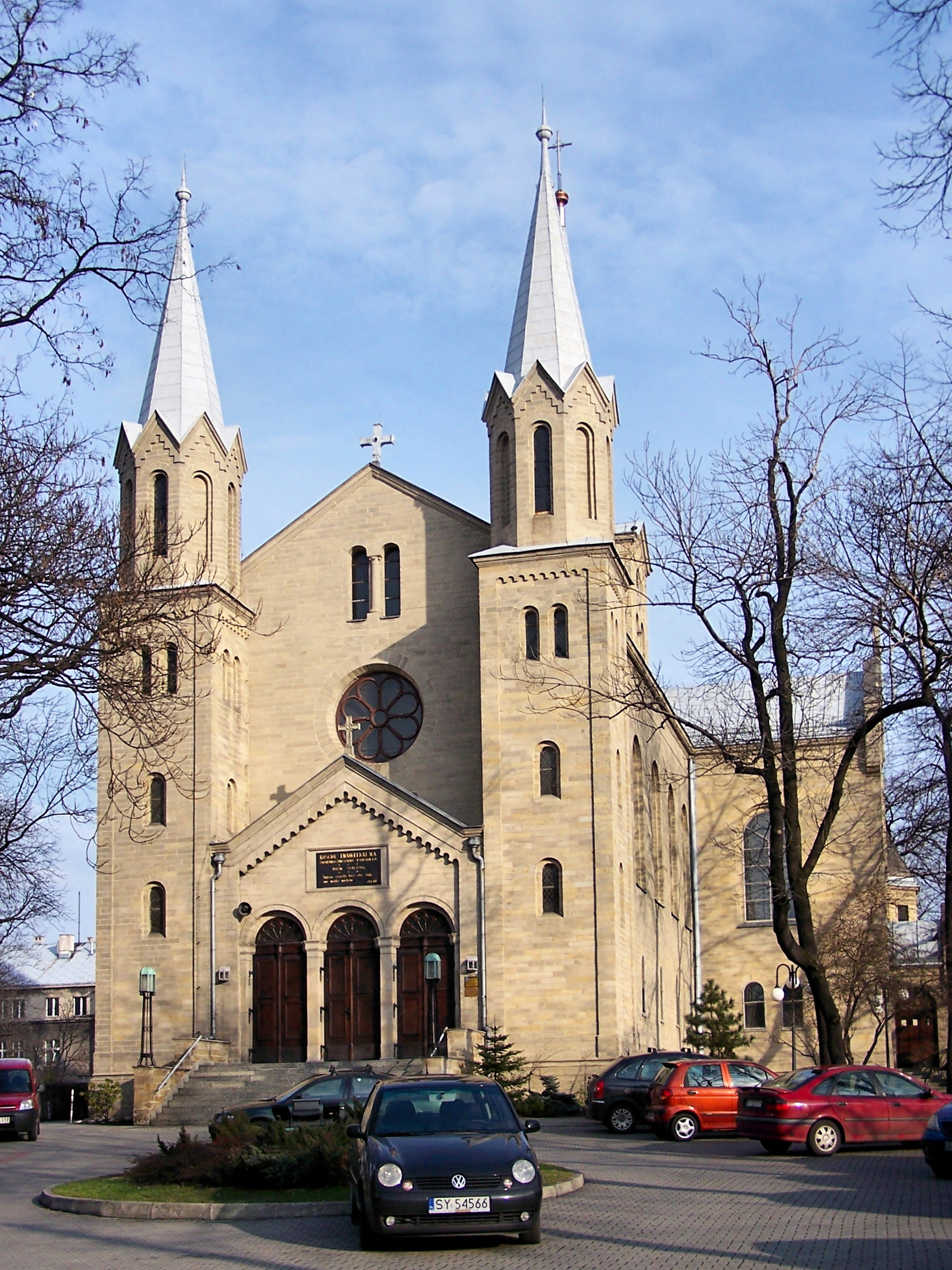
Kościół Zmartwychwstania Pańskiego w Katowicach

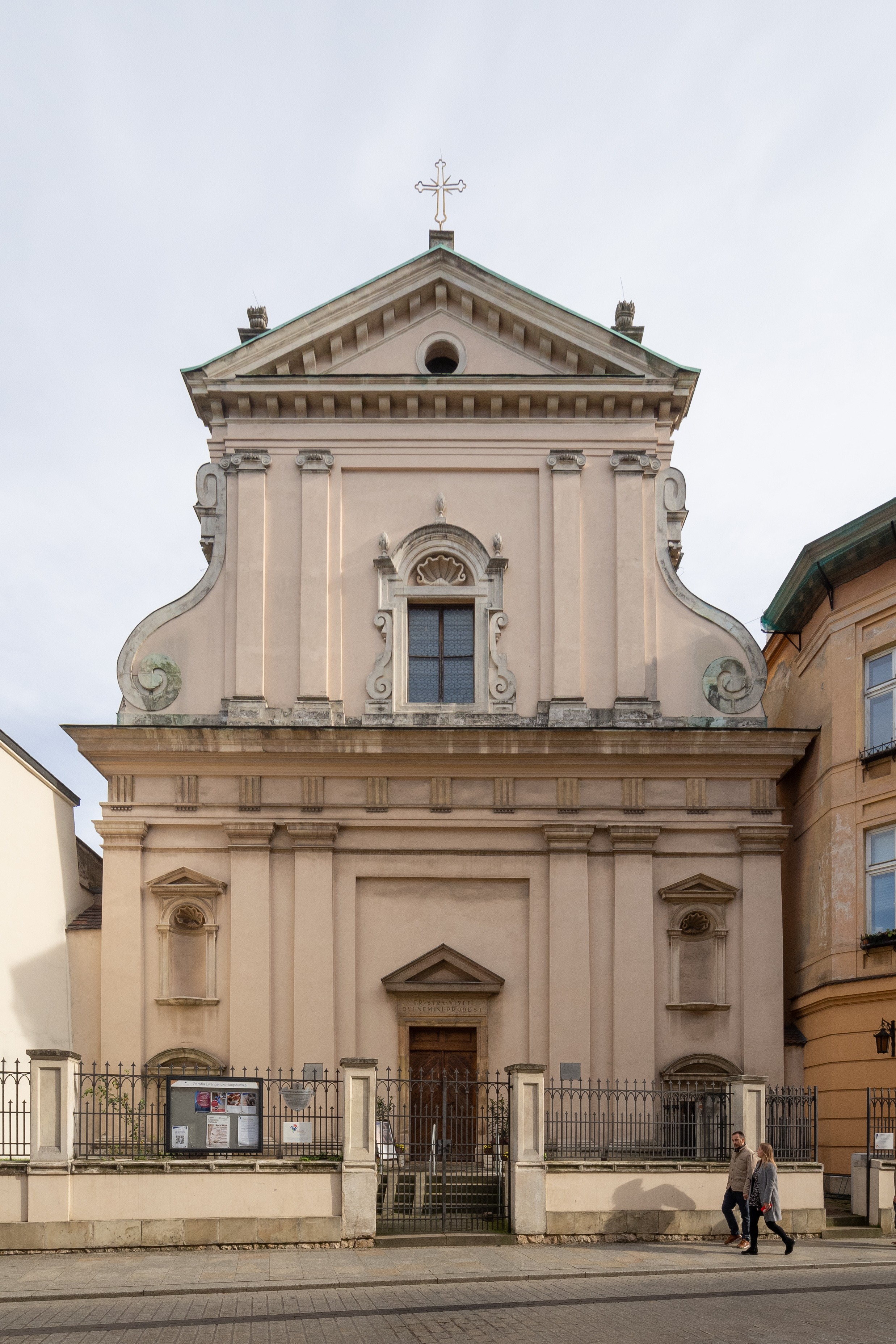
Kościół św. Marcina w Krakowie

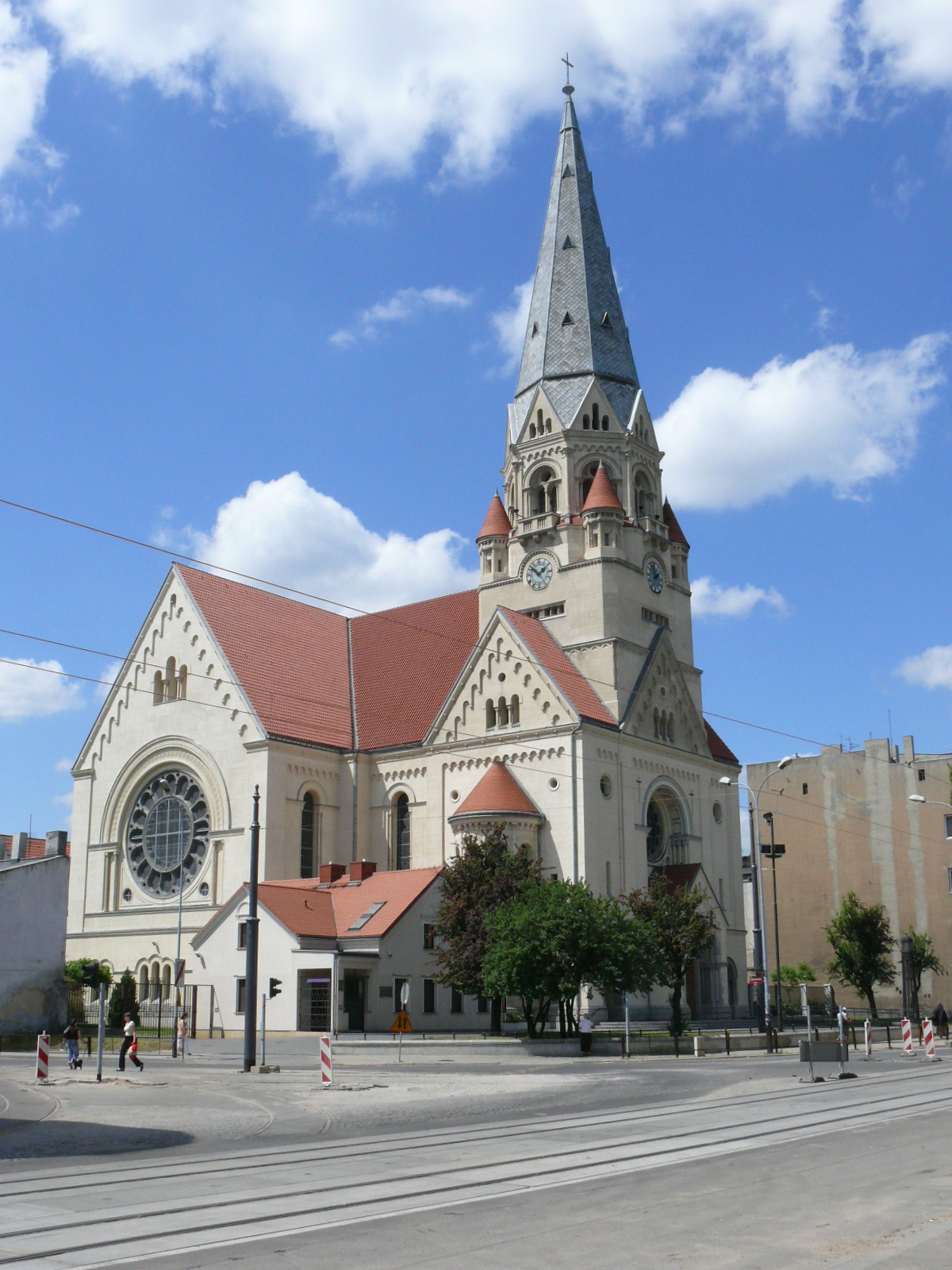
Kościół św. Mateusza w Łodzi

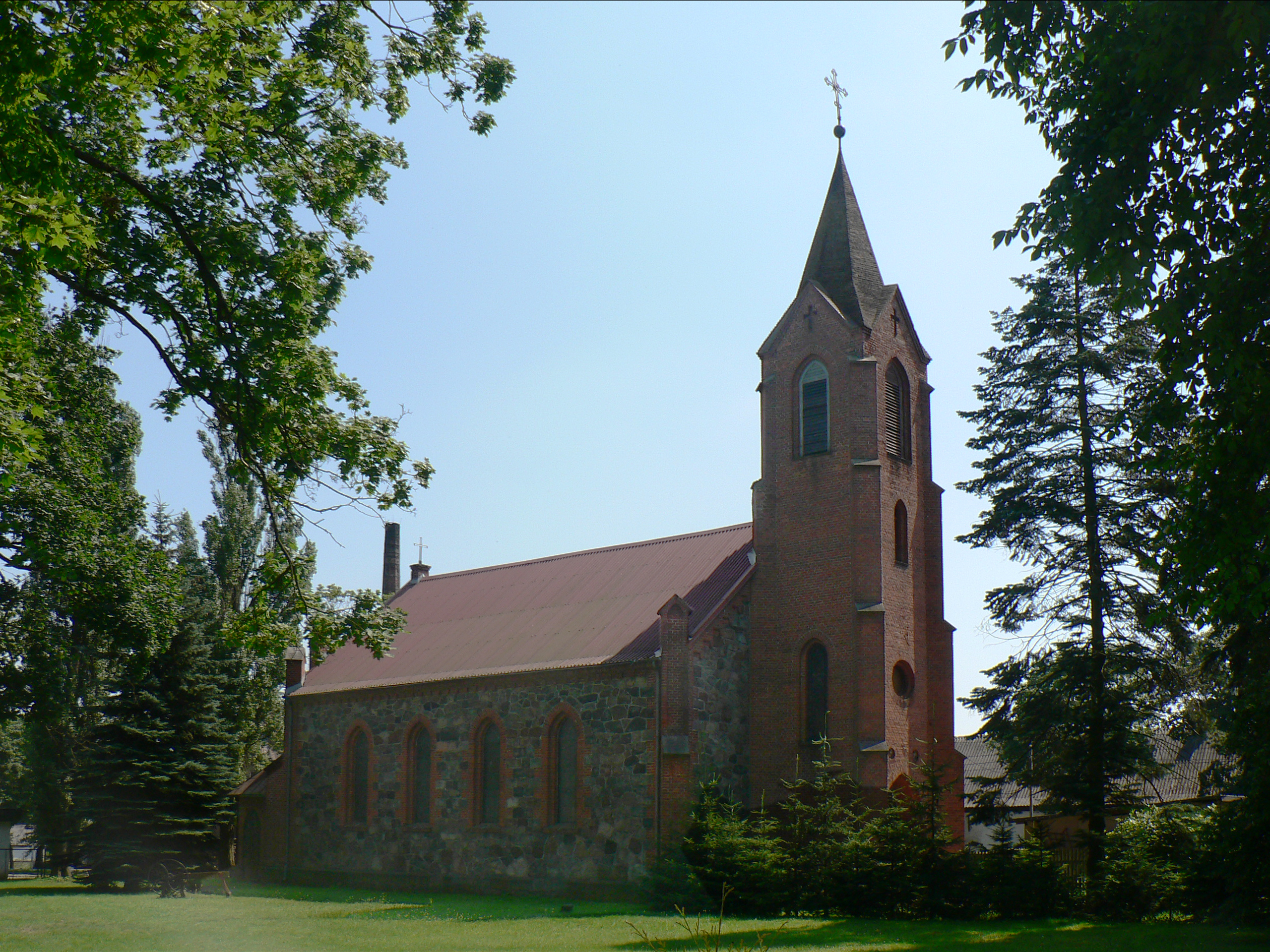
Kościół św. Krzyża w Nidzicy

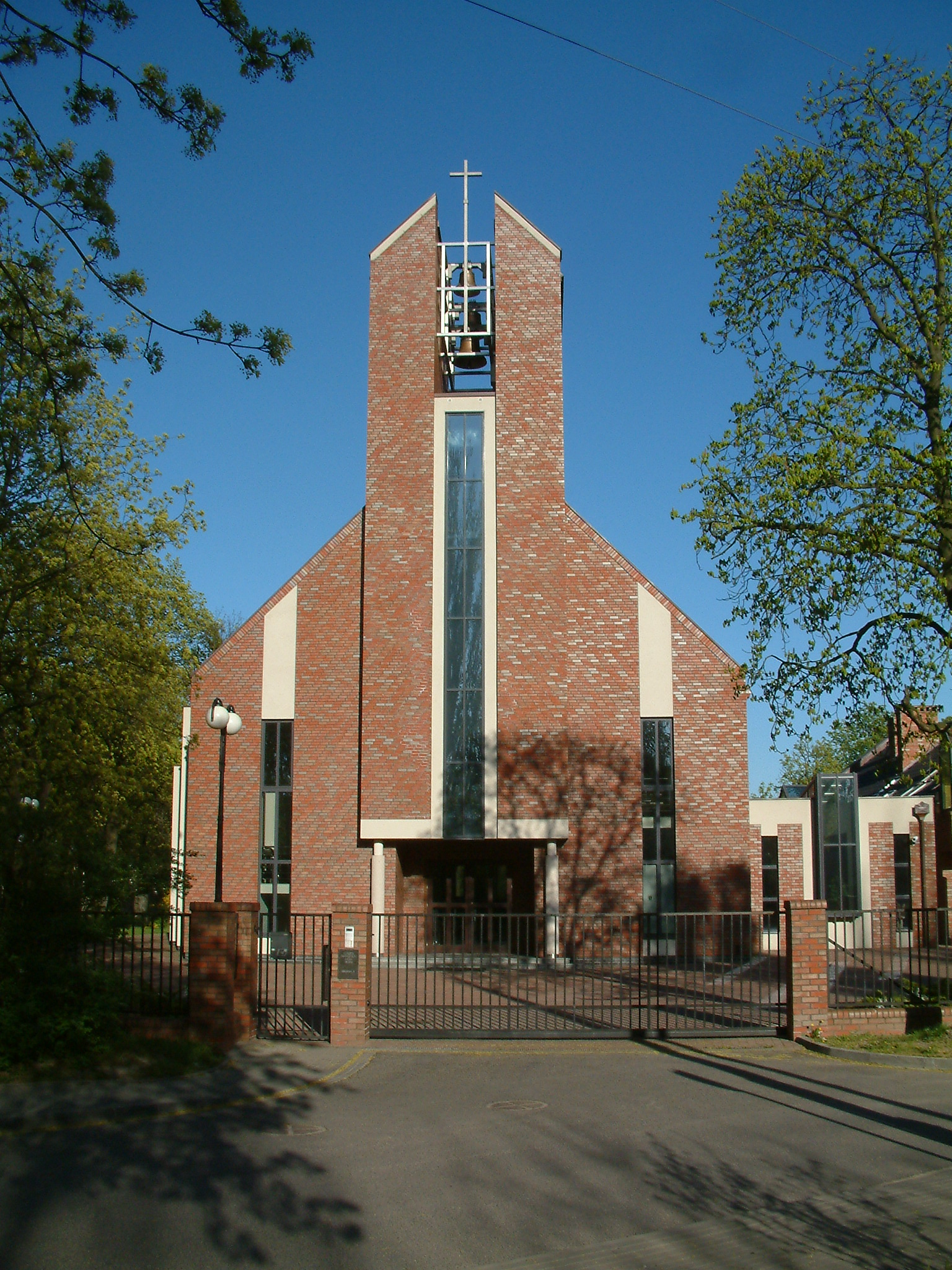
Kościół Łaski Bożej w Poznaniu

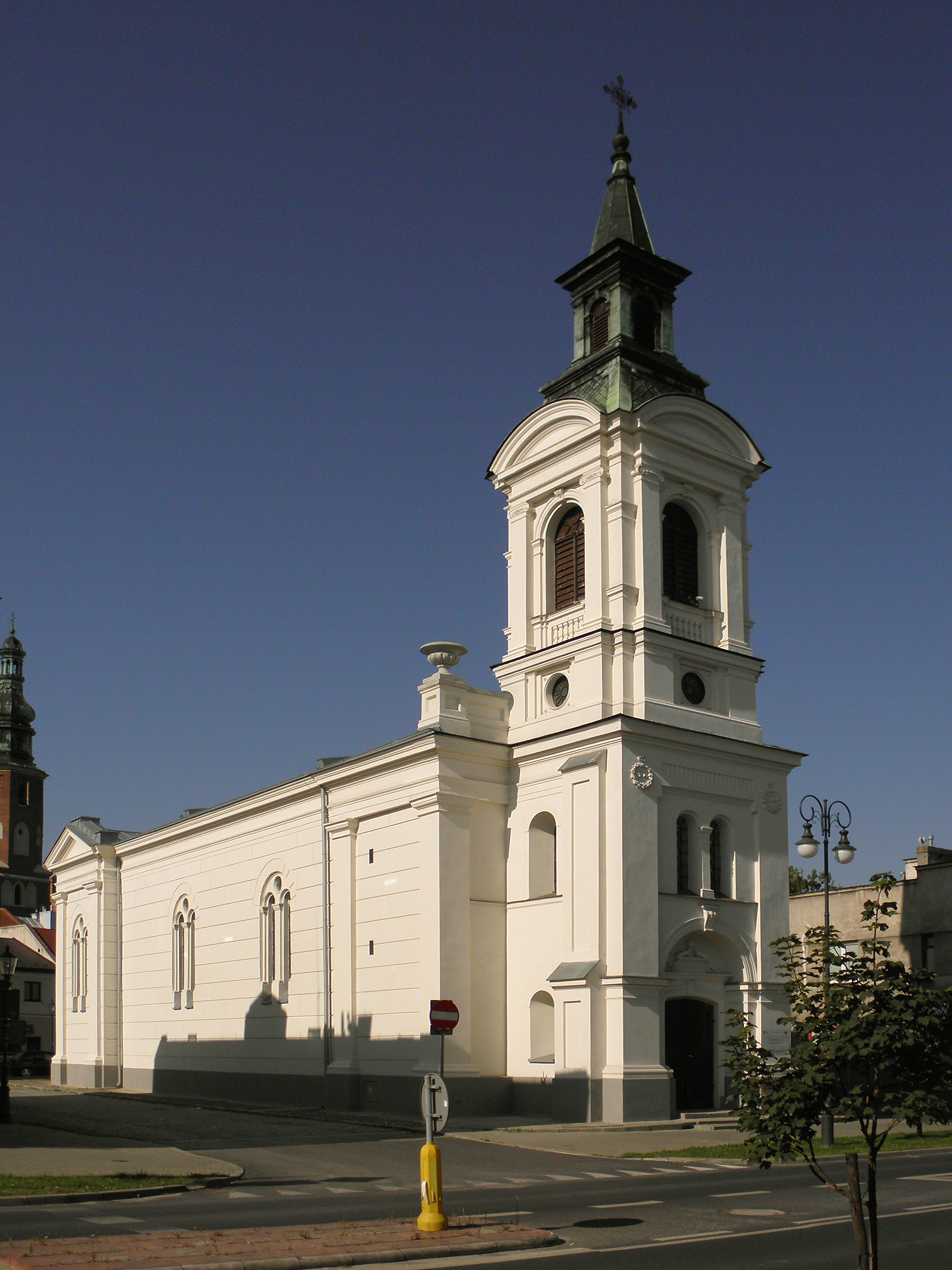
Kościół Ewangelicko-Augsburski w Radomiu

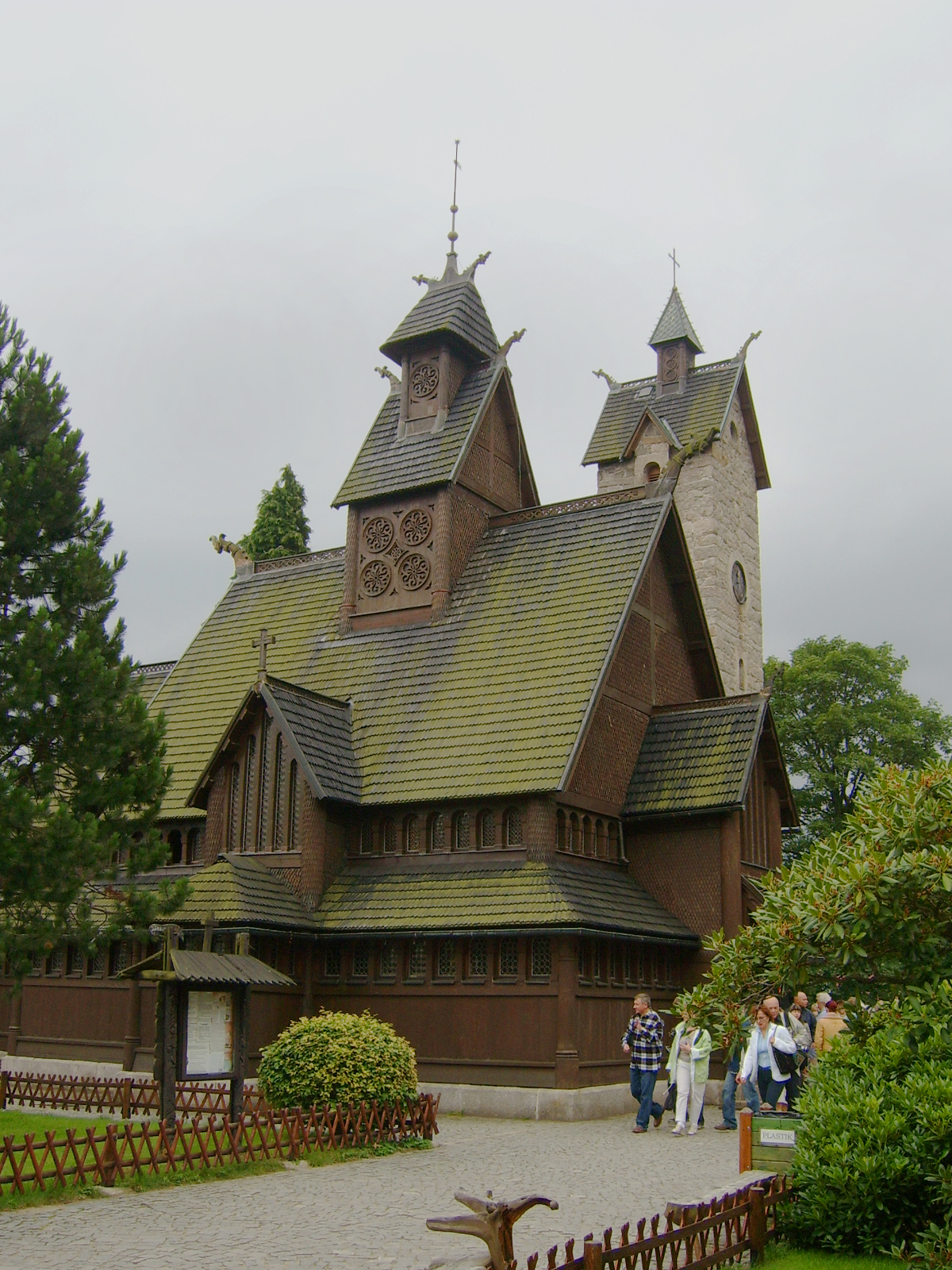
Świątynia Wang w Karpaczu

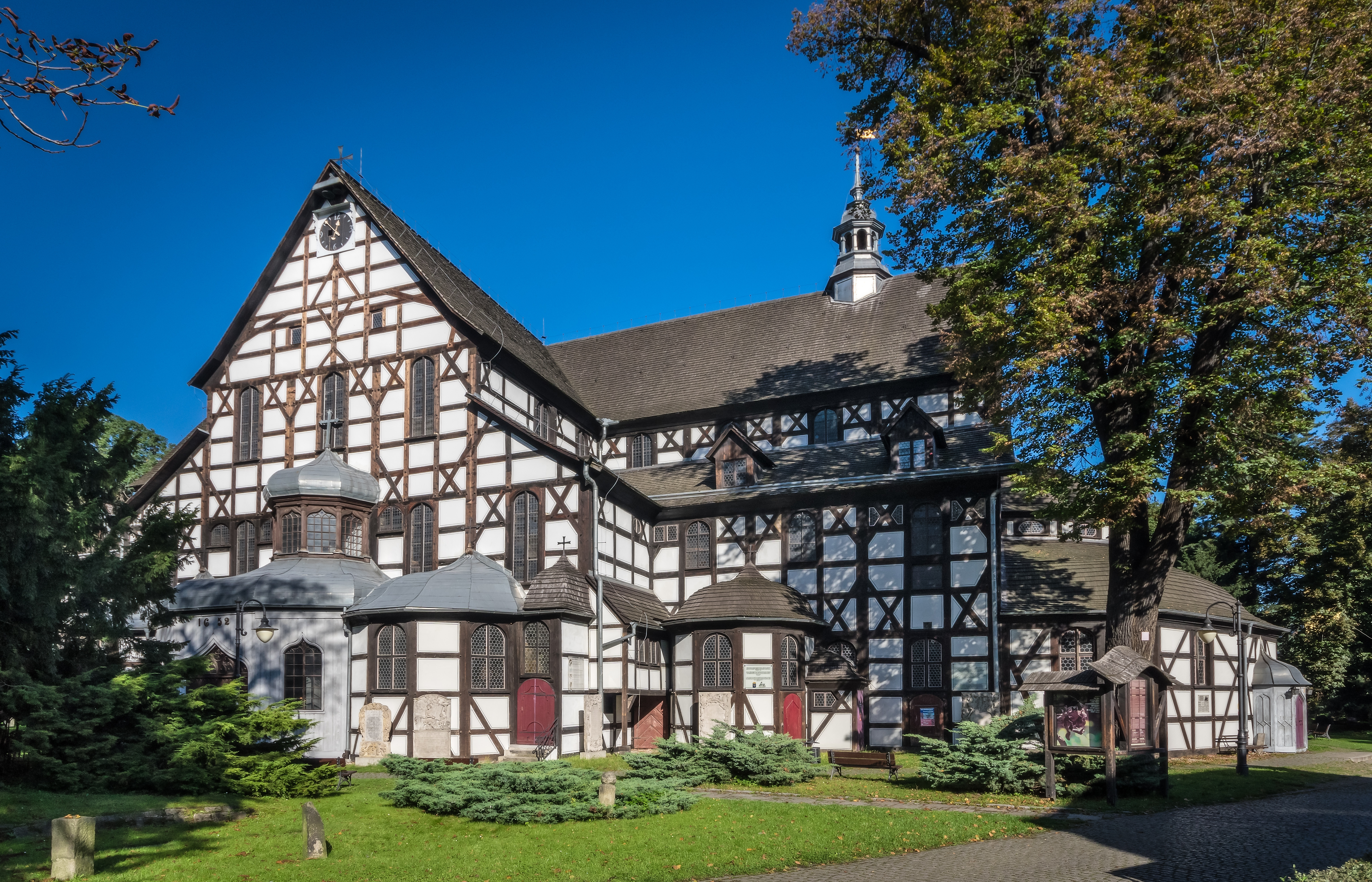
Kościół Pokoju w Świdnicy

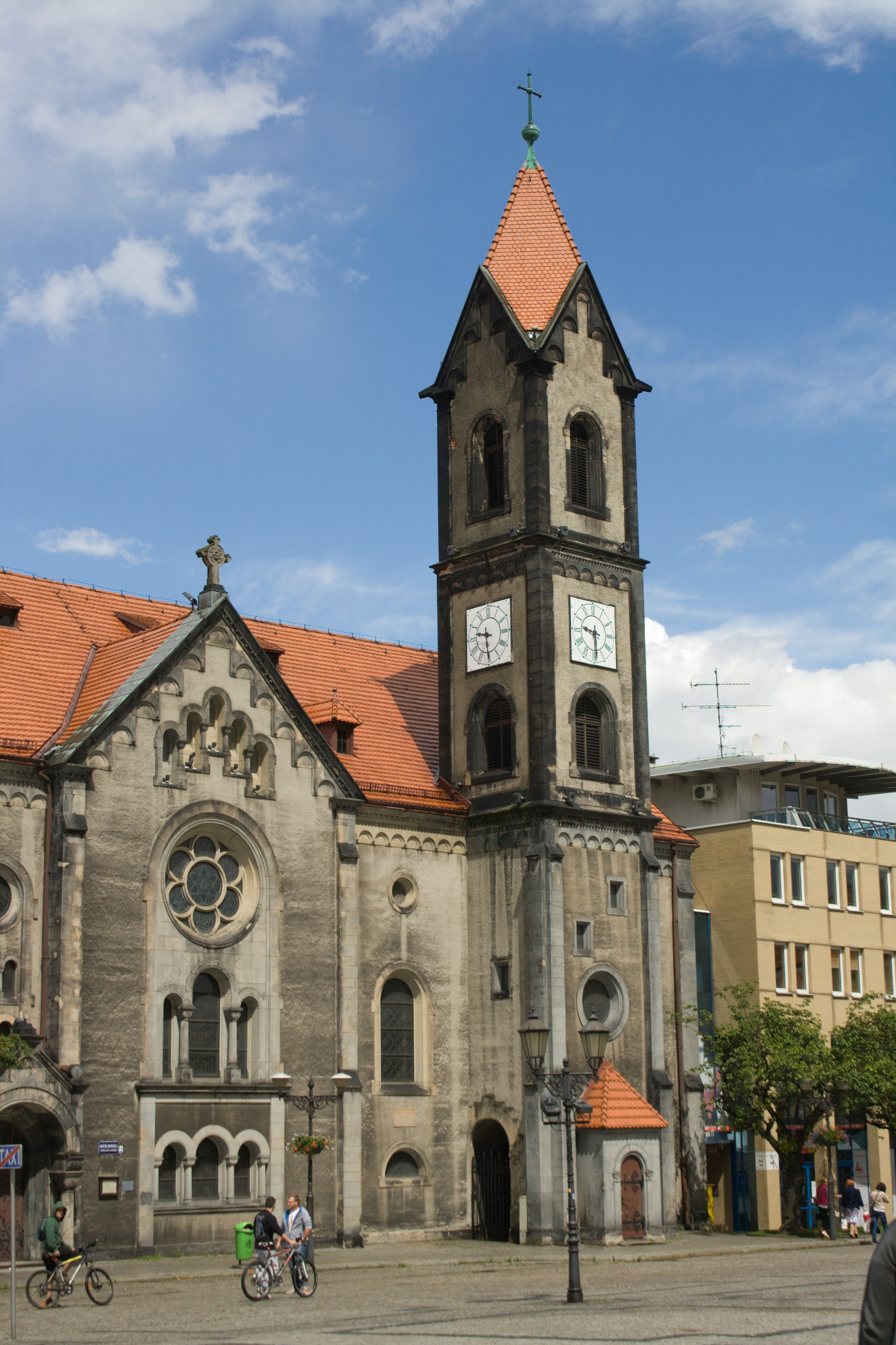
Kościół Zbawiciela w Tarnowskich Górach

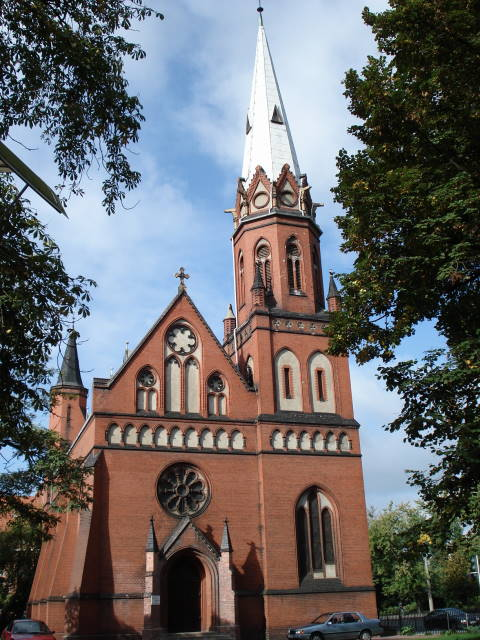
Kościół św. Szczepana w Toruniu

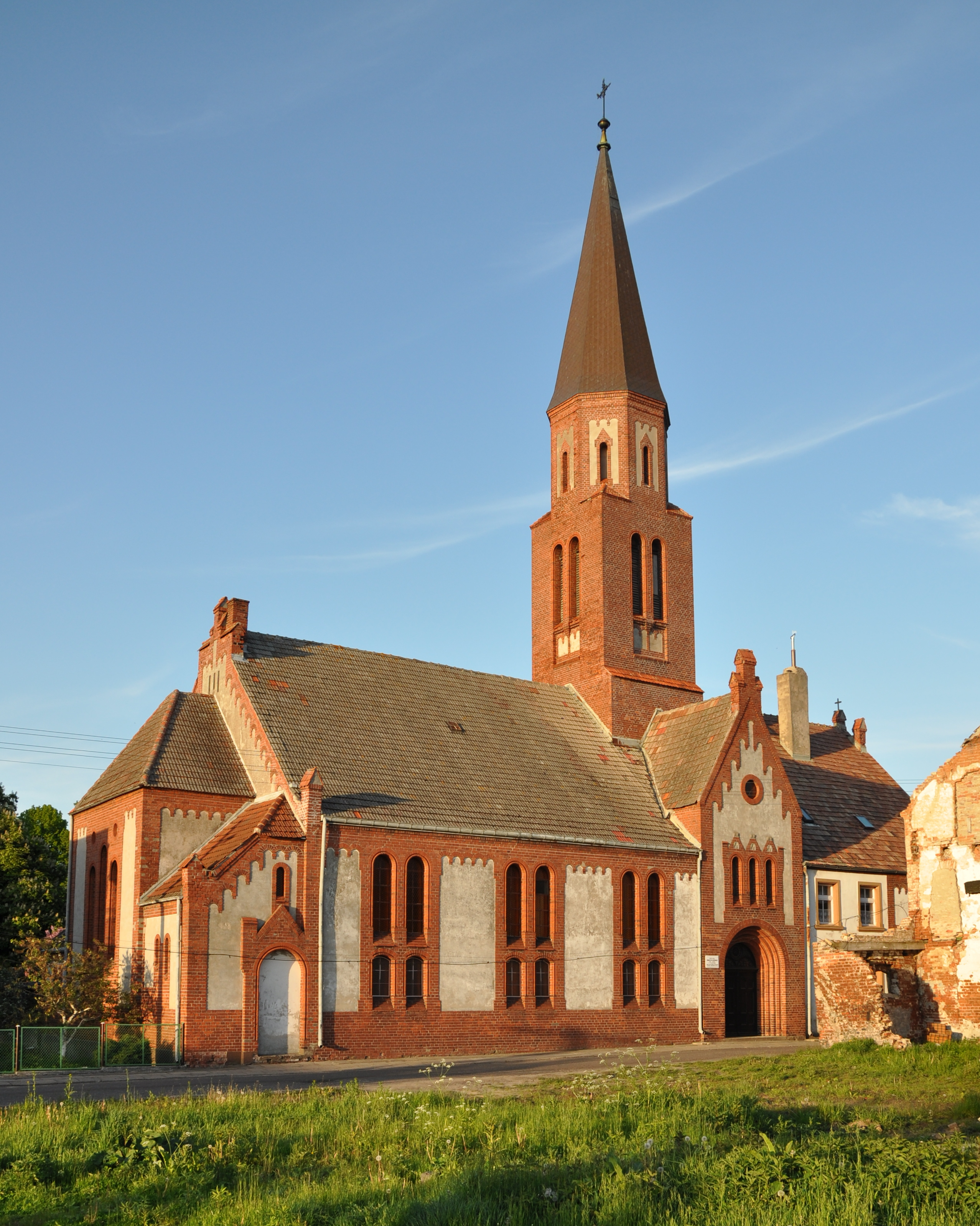
Kościół św. Jana w Trzebiatowie

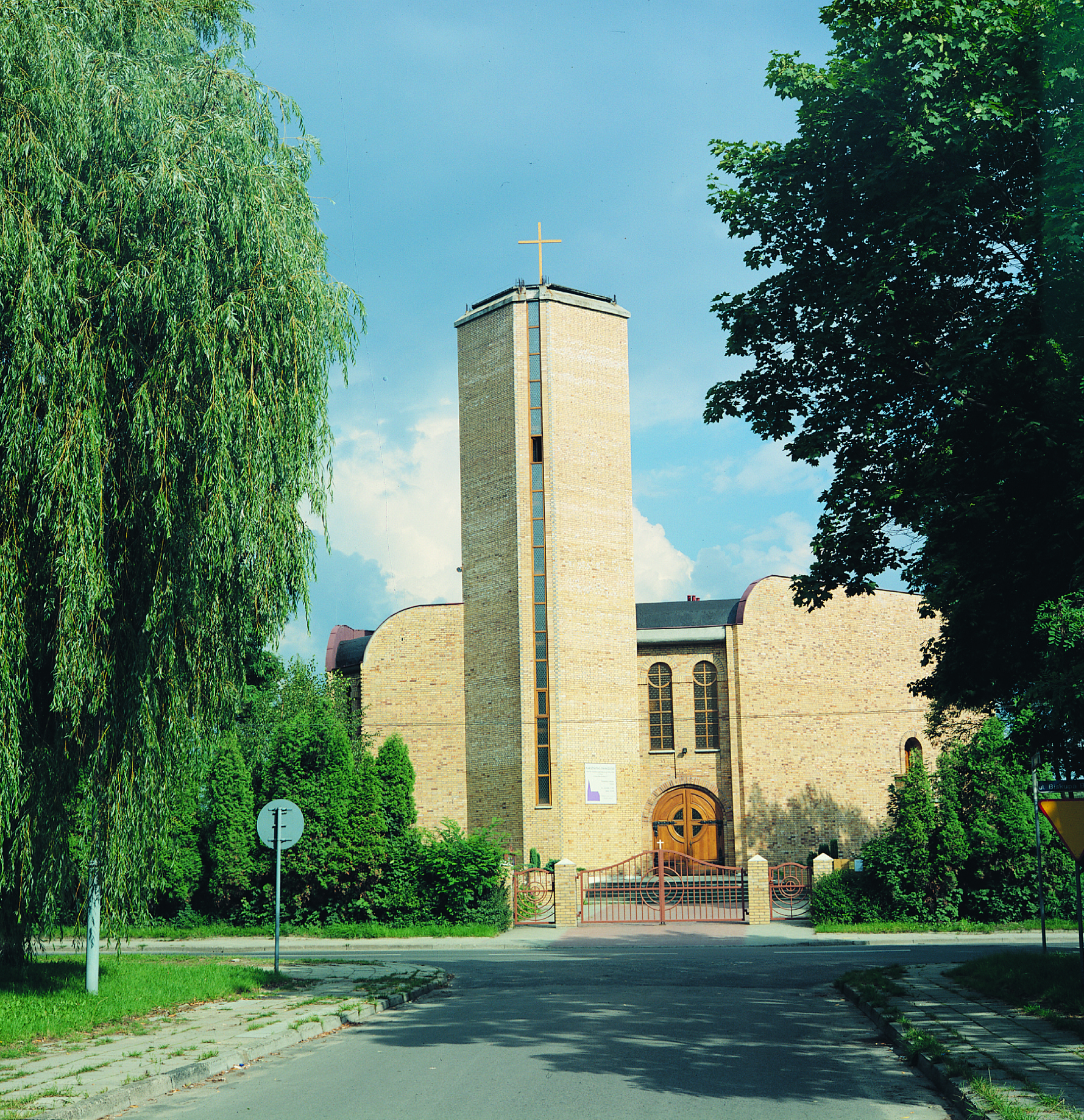
Kościół im. śś. Piotra i Pawła w Tychach

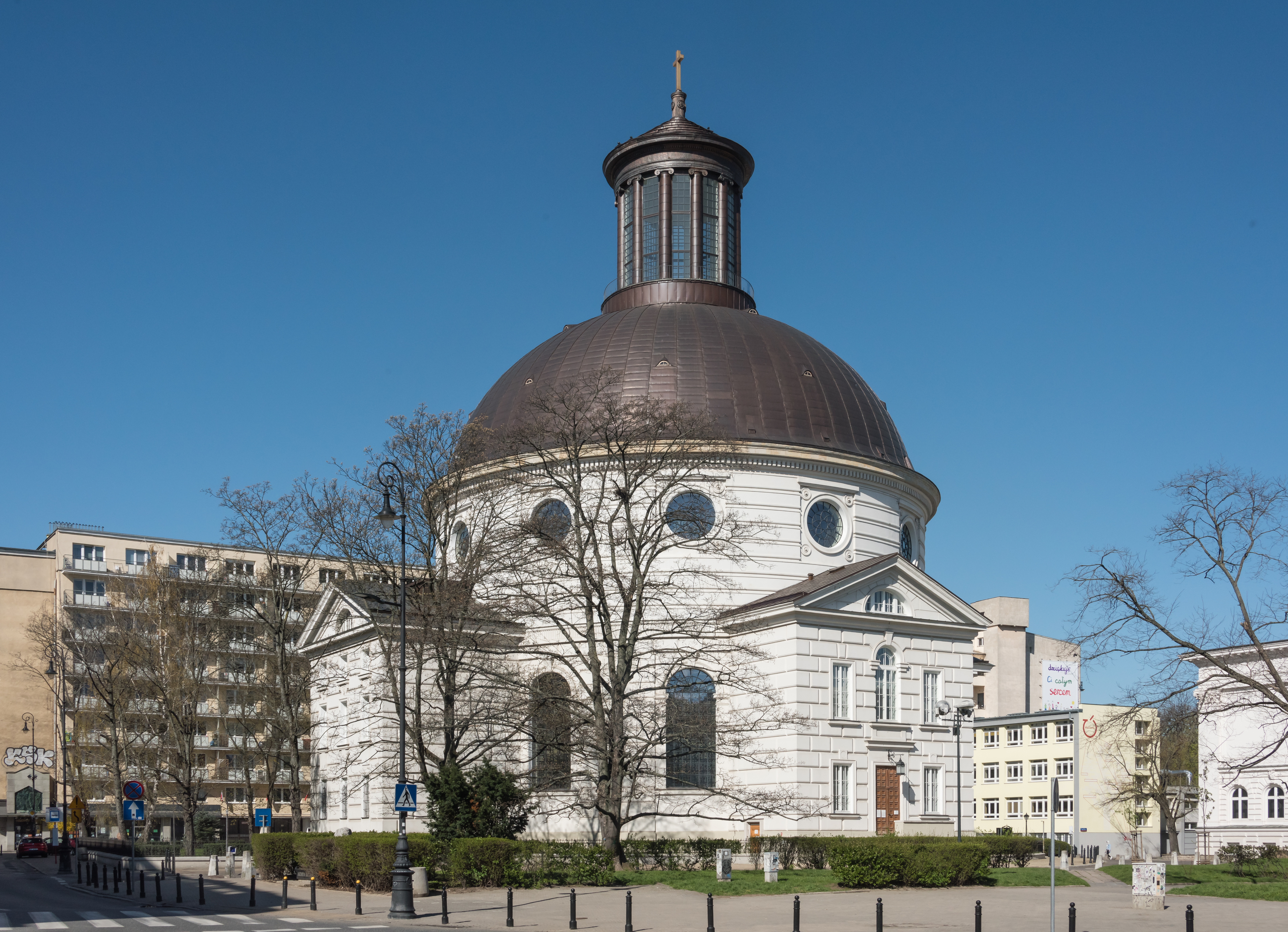
Kościół Świętej Trójcy w Warszawie

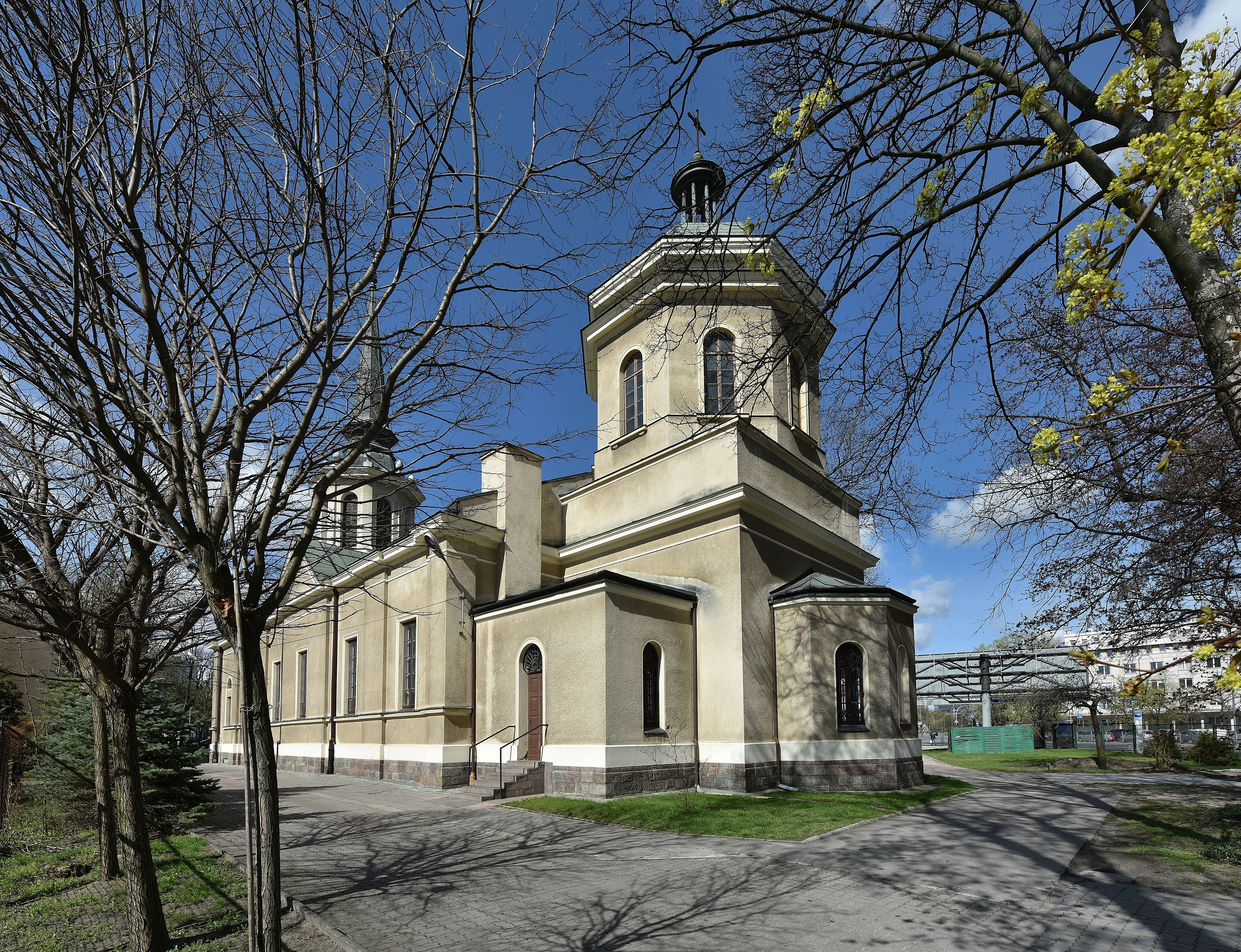
Kościół Wniebowstąpienia Pańskiego w Warszawie

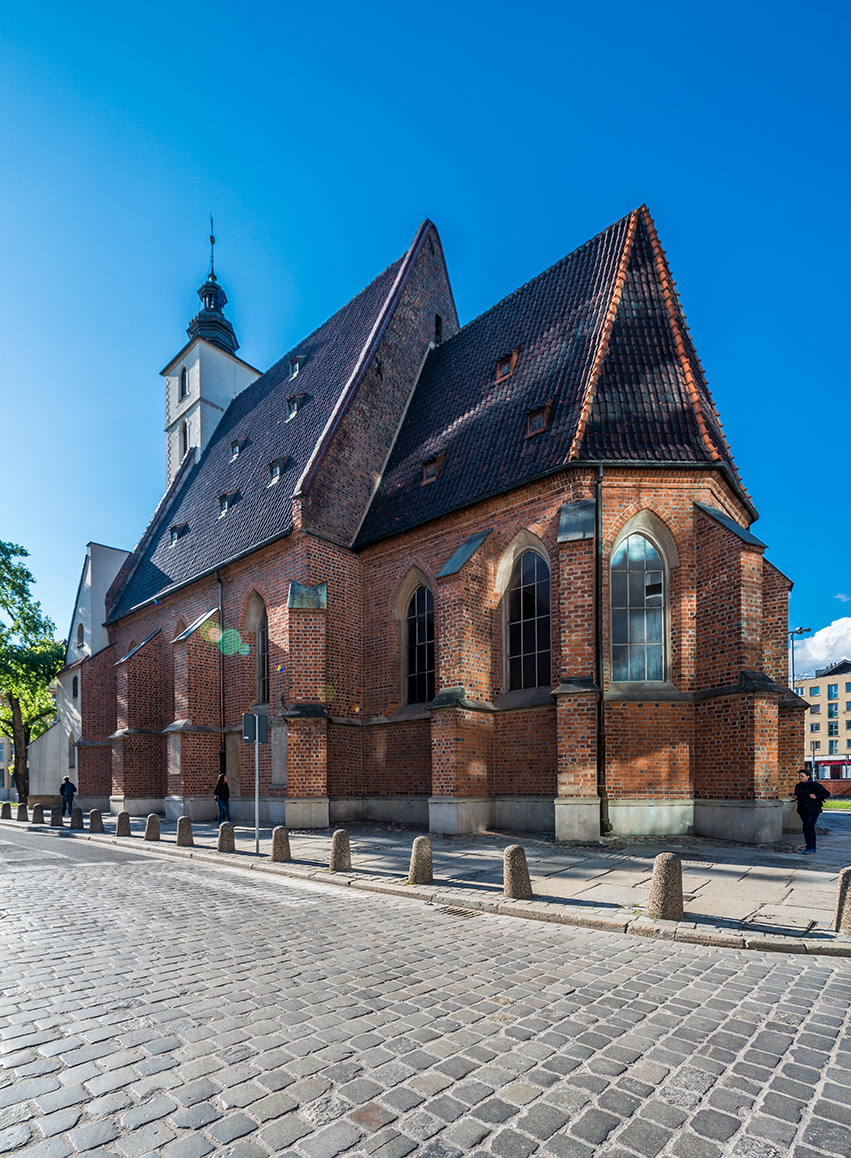
Kościół św. Krzysztofa we Wrocławiu

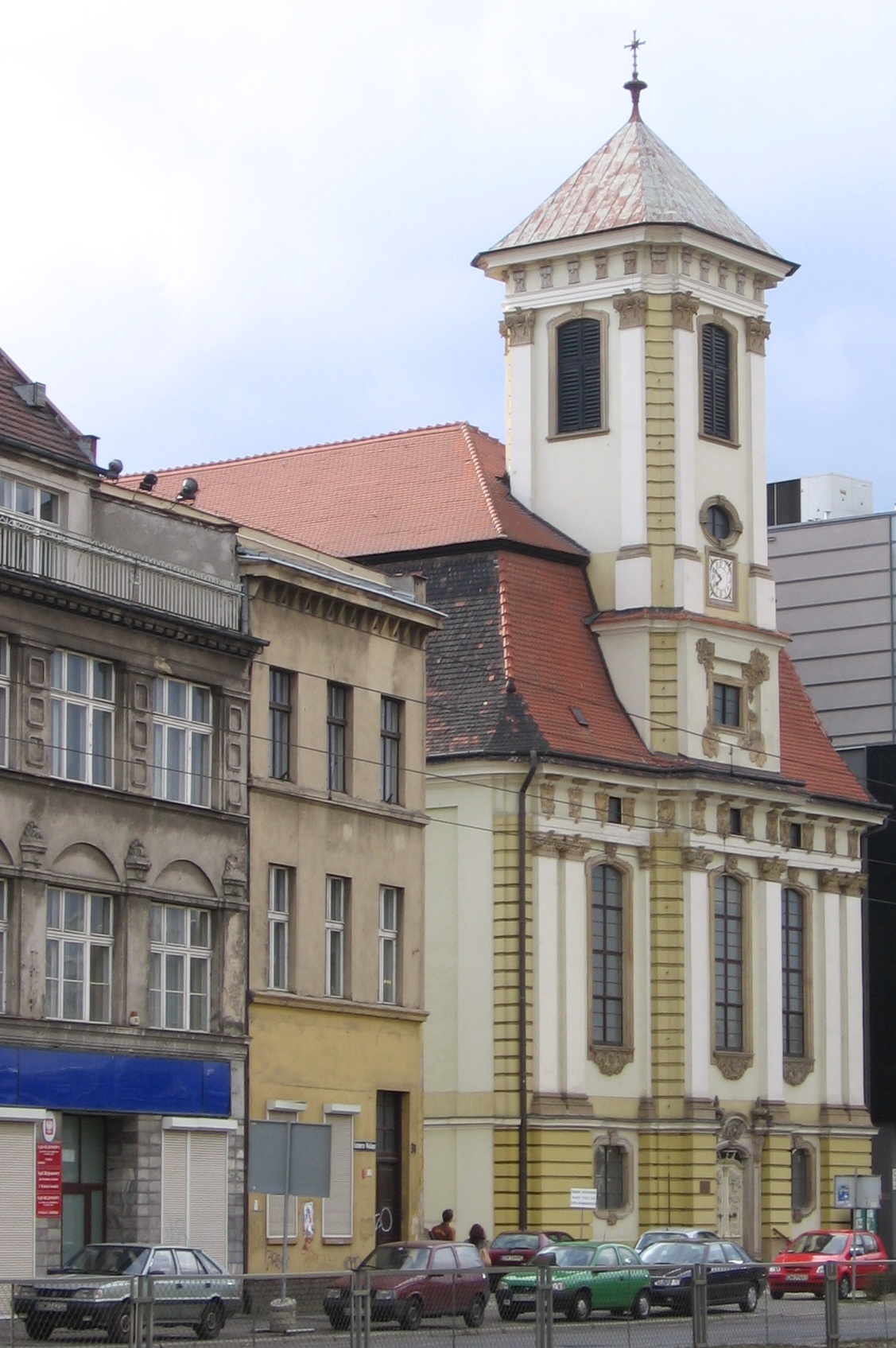
Kościół Opatrzności Bożej we Wrocławiu

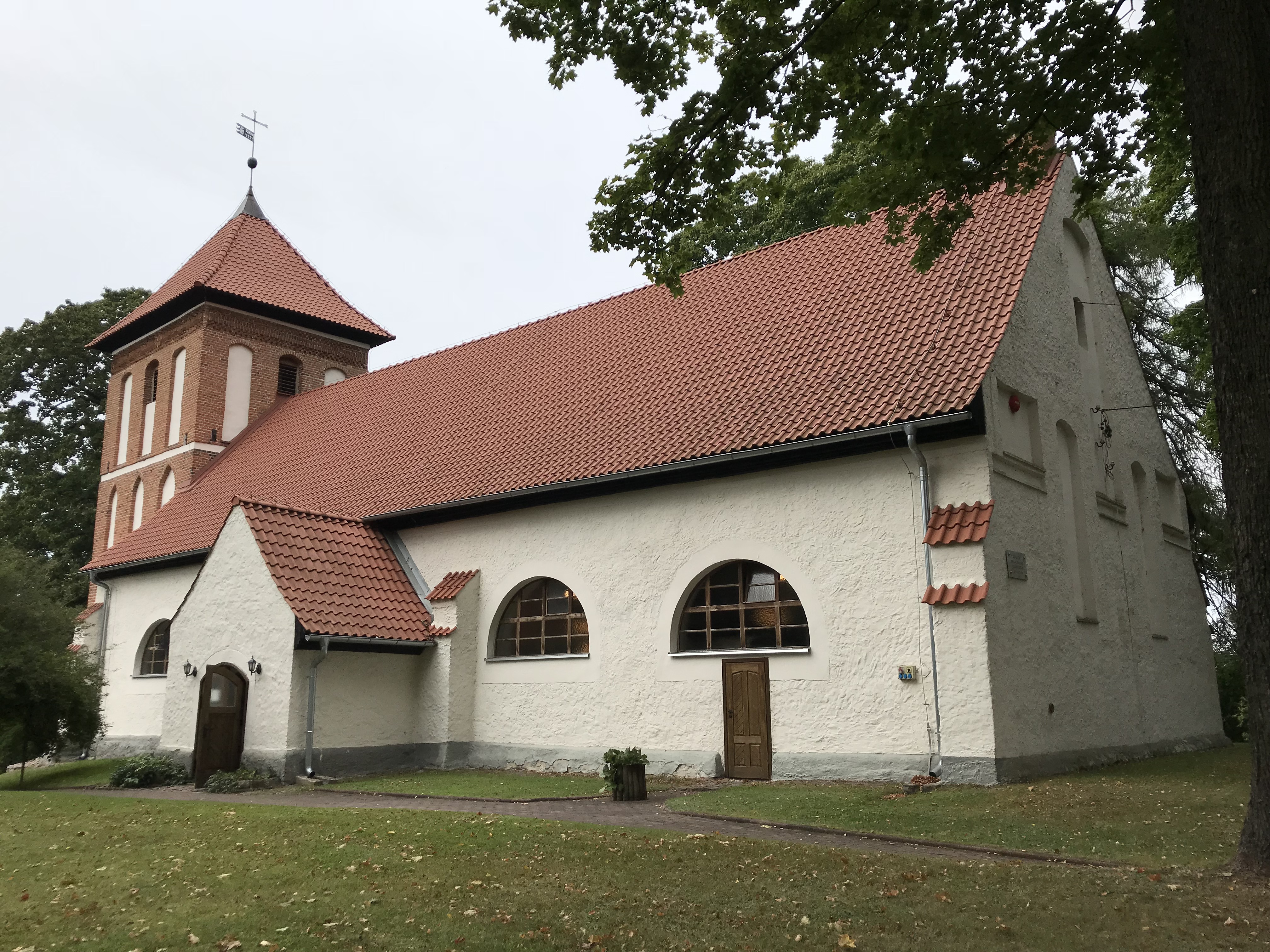
Kościół Ewangelicki w Sorkwitach

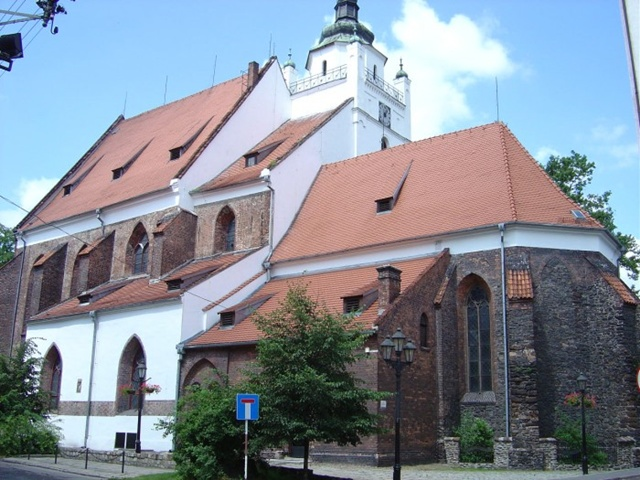
Kościół Chrystusa Zbawiciela w Kluczborku

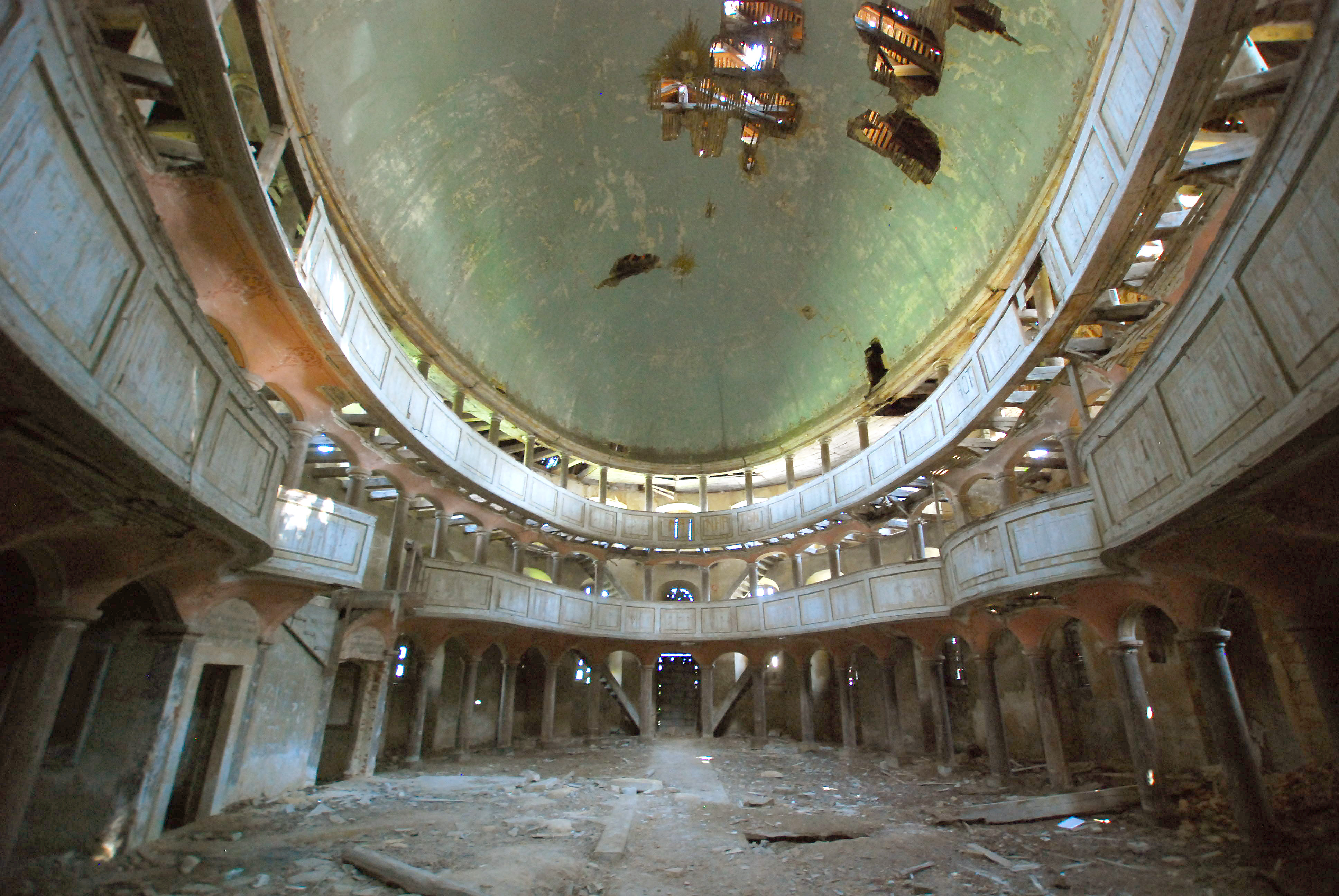
Wnętrze dawnego kościoła ewangelickiego w Żeliszowie

### Geneza
Luteranie w Polsce pojawili się wkrótce po wystąpieniu Marcina Lutra. Nauki Lutra zostały dobrze przyjęte w Rzeczypospolitej Polskiej oraz u jej bezpośrednich sąsiadów. Szczególne uznanie zyskały na terenach Prus Książęcych, na Śląsku Cieszyńskim, w Małopolsce i Wielkopolsce. Edykt Zygmunta I Starego z 1523 głosił, że każdy, kto by owe dzieła luterskie wprowadzał, sprzedawał, kupował, czytał; albo zasady Lutra głosił, bronił lub pochwalał, aby prócz spalenia samychże książek, on także śmiercią na stosie i konfiskatą dóbr wszystkich ukarany został.
W 1525 Albrecht Hohenzollern przeprowadził sekularyzację Prus Książęcych i ustanowił luteranizm religią państwową. Doprowadził on do przetłumaczenia i wydania w 1553 w języku polskim pierwszego Nowego Testamentu, którego tłumaczem był Stanisław Murzynowski.
Na Śląsku Cieszyńskim luteranizm wprowadził rządzący wtedy księstwem cieszyńskim Wacław III Adam, który spopularyzował to wyznanie na tyle, że luteranizm stał się dominującym wyznaniem w Księstwie. Również książę Fryderyk II, należący do śląskiej gałęzi dynastii Piastów, wprowadzał na swoich ziemiach luteranizm.

### Lata 1918–1939
Historia Kościoła Ewangelicko-Augsburskiego w RP rozpoczyna się po zakończeniu działań I wojny światowej. Odrodzona Polska powstała z trzech zaborów, które różniły się między sobą nie tylko ustrojowo, ale również religijnie. W granicach państwa polskiego znalazło się około 900 000 ewangelików należących do różnych Kościołów, m.in. Kościoła Ewangelicko-Augsburskiego w Królestwie Polskim, Ewangelickiego Kościoła Unijnego z konsystorzem w Poznaniu (obszar Wielkopolski i Pomorza), Ewangelickiego Kościoła Unijnego na polskim Górnym Śląsku z siedzibą w Katowicach, Ewangelickiego Kościoła Wyznań Augsburskiego i Helweckiego z siedzibą w Stanisławowie oraz Kościoła Ewangelicko-Luterskiego w Polsce Zachodniej (staroluterańskiego).
Kościół Ewangelicko-Augsburski w RP był spadkobiercą Kościoła Ewangelicko-Augsburskiego w Królestwie Polskim, który działał na terenie zaboru rosyjskiego (Królestwo Polskie (kongresowe)) oraz parafii superintendentury śląskiej Kościoła ewangelickiego w Austrii. Po odrodzeniu Rzeczypospolitej Polskiej objął swym zasięgiem również parafie z innych regionów kraju. Trudnego dzieła złączenia i budowy struktur Kościoła podjął się pierwszy superintendent generalny, ks. Juliusz Bursche. W 1936 wszedł w życie dekret Prezydenta Rzeczypospolitej z 25 listopada 1936 o stosunku Państwa do Kościoła Ewangelicko-Augsburskiego w Rzeczypospolitej Polskiej. Zgodnie z jego postanowieniami na czele Kościoła stał Biskup Kościoła, władzę administracyjną sprawował Konsystorz, władzę ustawodawczą Synod. Kościół został podzielony na 10 diecezji, na których czele stali seniorowie. Ustawa gwarantowała również wewnętrzną niezależność Kościoła oraz dała prawną podstawę do jego rozwoju. W okresie międzywojennym powstał diakonat „Eben Ezer” w Dzięgielowie. Utworzono Wydział Teologii Ewangelickiej Uniwersytetu Warszawskiego. Istniało 5 szpitali ewangelickich, kilka domów opieki, rozwijał się diakonat „Tabita”. W 1922 był podzielony na 8 superintendentur (diecezji), po czym do 1925 superintendentura augustowska została wchłonięta przez superintendenturę północno-wschodnią:
1. warszawska
2. kaliska
3. piotrkowska
4. płocka
5. północno-wschodnia
6. śląska
7. poznańsko-pomorska

Do 1938 liczba diecezji wzrosła do 10 i powstały nowe takie jak:
1. lubelska
2. łódzka
3. wileńska
4. wołyńska
5. wielkopolska

### II wojna światowa
II wojna światowa była ogromnym ciosem dla luteran. Podczas wojny zginęło ok. 30% duchownych kościoła oraz Biskup Kościoła, ks. Juliusz Bursche. Większość księży została aresztowana, mienie ewangelików zostało skonfiskowane. Wprowadzony zakaz odprawiania nabożeństw i czynności kościelnych w języku polskim doprowadził do drastycznego spadku uczestnictwa ewangelików w nabożeństwach. Na skutek działań wojennych Kościół poniósł ogromne straty materialne, zniszczono wiele świątyń oraz budynków kościelnych. W samej tylko Warszawie zniszczono zakłady dobroczynne, szkoły, szpital oraz kościół.

### Lata 1945–1989
Z chwilą zakończenia działań wojennych Kościół znalazł się w zupełnie nowej sytuacji polityczno-państwowej. Dekretem z 19 września 1946 uznano za obowiązujący Dekret Prezydenta z 1936, zmieniono jedynie stan terytorialny Kościoła. Następnie na mocy ustawy z 4 lipca 1947 włączono odłamy luteranizmu, które do tego Kościoła przed wojną nie należały. Kościół Ewangelicko-Augsburski w PRL-u objął swoim działaniem obszary ziem odzyskanych, włączono do jego struktur przedwojenne parafie Kościołów unijnych, Kościoła Staroluterańskiego, Kościoła Augsburskiego i Helweckiego Wyznania w Małopolsce oraz Braci Morawskich.
Na tej podstawie prawnej zaczęto na nowo organizować władze kościelne. Już w 1945 w Łodzi doszło do zebrania żyjących pastorów, którzy powołali ks. Jana Szerudę na tymczasowego zwierzchnika Kościoła. Jego główne wysiłki skierowane były na zwołanie Synodu Kościoła, który dokonać miał wyboru stałych organów kościelnych. Jednak zanim doszło do zwołania synodu, w 1948 roku na nowo dokonano podziału na diecezje, powołano ich władze, zapewniono opiekę duszpasterską w nowych parafiach. Pierwszy synod zebrał się 29 czerwca 1950, dokonano wtedy wyboru Konsystorza. Kolejny synod w 1951 wybrał na Biskupa Kościoła ks. Karola Kotulę.
Głównym problemem Kościoła w okresie powojennym był spadek liczby wiernych, wywołany nie tylko działaniami wojennymi, ale również przesiedleniami i emigracją do Niemiec (Górny Śląsk, Dolny Śląsk, Mazury, Pomorze). Po wojnie na terenie Polski mieszkało około 240 000 luteran; w ciągu kilku powojennych lat liczba ta zmniejszyła się o połowę. W kolejnych latach nadal się zmniejszała, w 1964 było ich 100 000. Kolejnym problemem była odbudowa oraz odzyskanie majątku kościelnego. W pierwszych latach powojennych Kościół utracił wiele świątyń, z których części nadal nie udało się odzyskać. Odbudowa udała się dzięki pomocy nie tylko wiernych z Polski, ale również zagranicznych organizacji kościelnych. W 1954 w miejsce usuniętego z Uniwersytetu Warszawskiego Wydziału Teologii Ewangelickiej utworzono Chrześcijańską Akademię Teologiczną w Warszawie, na której otwarto Sekcję Teologii Ewangelickiej, kształcącą ewangelickich duchownych. Działalność wydawnicza Kościoła realizowana była do końca lat 50. XX wieku w Wydawnictwie „Strażnica Ewangeliczna”, a przez następne blisko 30 lat dziejów Polskiej Rzeczypospolitej Ludowej w Wydawnictwie Zwiastun, w którym też ukazywał się dwutygodnik „Zwiastun”.
W okresie PRL przeciw Kościołowi Ewangelicko-Augsburskiemu Służba Bezpieczeństwa prowadziła sprawę obiektową o kryptonimie „August”. W jej ramach do współpracy pozyskano licznych duchownych, w tym również seniorów i konseniorów. Stopień infiltracji lub gotowości do współpracy wśród luterańskich duchownych był bardzo wysoki. Do osób, które nie godziły się na poddaństwo Kościoła wobec władz partyjno-państwowych należeli bp Jan Szeruda i wiceprezes konsystorza Maksymilian Rudowski. Zostali oni usunięci z urzędu w roku 1951, a funkcję prezesa Synodu objął Zygmunt Michelis, co zapoczątkowało podporządkowanie Kościoła władzom do roku 1989. Tajnym współpracownikiem Służby Bezpieczeństwa był m.in. zwierzchnik Kościoła bp Janusz Jagucki zarejestrowany w latach 1973–1990 pod pseudonimem „Janusz”.
W okresie stanu wojennego parafianie otrzymywali dary z parafii państw zachodnich. Wybrany w 1975 Biskup Kościoła ks. Janusz Narzyński brał udział w obradach Okrągłego Stołu. Status obserwatora kościelnego jako jedyny duchowny otrzymał z nominacji władz, co wynikało z jego wieloletniej harmonijnej współpracy z Urzędem do Spraw Wyznań.

### Po 1989 roku
Na mocy ustawy z 13 maja 1994 o stosunku Państwa do Kościoła Ewangelicko-Augsburskiego uregulowano funkcjonowanie Kościoła w Polsce. Na początku lat dziewięćdziesiątych Kościół Ewangelicko-Augsburski liczył 90 000 wiernych. Nowa regulacja prawna doprowadziła do powstania różnych nowych form działania Kościoła. Powołano do życia Diakonię Kościoła, zajmującą się udzielaniem pomocy osobom potrzebującym. Kościół prowadzi domy opieki dla dorosłych w Dzięgielowie, Konstancinie-Jeziornie, w Bytomiu-Miechowicach, w Mikołajkach, Zagórowie, Węgrowie i Bielsku-Białej. Działają przyparafialne świetlice środowiskowe, wypożyczalnie sprzętu rehabilitacyjnego. Powrotem do przedwojennej tradycji było powołanie w 1995 Ewangelickiego Duszpasterstwa Wojskowego. Dzięki inicjatywie ewangelickich towarzystw edukacyjnych powołano do życia szkoły podstawowe, gimnazja, licea oraz szkoły policealne we Wrocławiu, Krakowie, Bielsku-Białej, Cieszynie, Olsztynie i Gliwicach. Nie zapomniano również o środowiskach polonijnych za granicą, szczególnie w Niemczech i Wielkiej Brytanii.

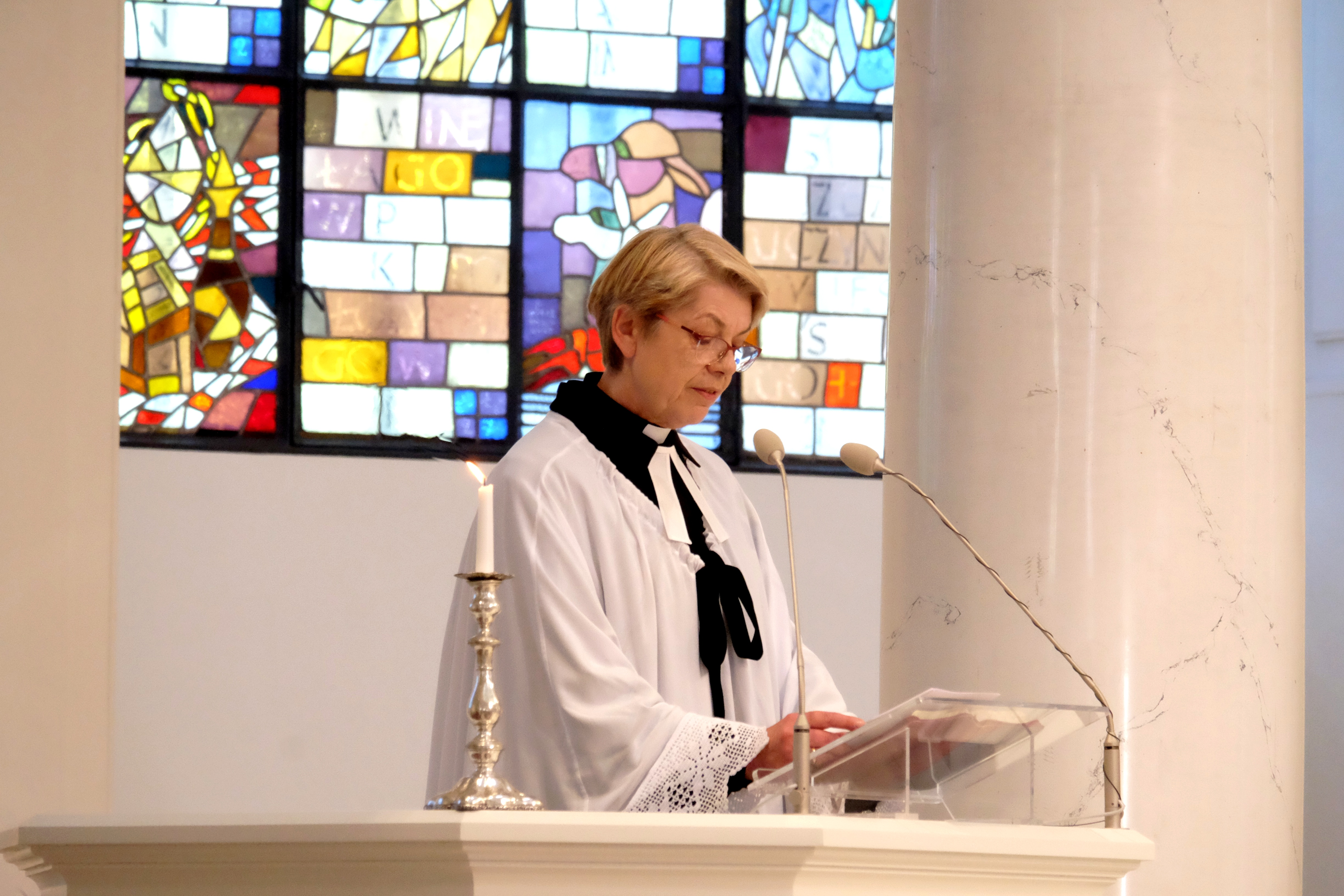
ks. Halina Radacz w trakcie przemówienia (kazania) ordynacyjnego w kościele Świętej Trójcy w Warszawie w dniu 7 maja 2022 roku

Wewnętrzną strukturę Kościoła reguluje Zasadnicze Prawo Wewnętrzne Kościoła Ewangelicko-Augsburskiego w Rzeczypospolitej Polskiej z 26 października 1996, uchwalone przez Synod Kościoła. W 1992 powołano do życia Ośrodek Wydawniczy Augustana w Bielsku-Białej, który wydaje literaturę ewangelicką. W 2010 w wyniku tajnego głosowania Synod Kościoła opowiedział się przeciwko ordynacji kobiet na księży. 16 października 2021 roku Synod Kościoła Ewangelicko-Augsburskiego w RP podjął decyzję o wprowadzeniu ordynacji kobiet na księży. Kobiety w Kościele Ewangelicko-Augsburskim w RP mają możliwość zostania księdzem od 1 stycznia 2022 r. Odbyło się to po ponad 70-letniej dyskusji. 7 maja 2022 w Kościele Ewangelicko-Augsburskim w RP miała miejsce pierwsza w historii ordynacja kobiet na księży. W kościele Świętej Trójcy w Warszawie ordynowano grupę 9 diakonek. Pierwszą ordynowaną została Halina Radacz. Wraz z nią ordynowano także Małgorzatę Gaś, Karinę Chwastek-Kamieniorz, Beatę Janotę, Katarzynę Kowalską, Wiktorię Matloch, Katarzynę Rudkowską, Izabelę Sikorę i Martę Zachraj-Mikołajczyk.

### Najstarsze kościoły luterańskie w Polsce
Kryteria: data lokacji (do XVII w. włącznie), współczesne granice państwa, świątynia obecnie należąca do KEA w RP
1. Kościół Marii Panny w Legnicy, XII w., następnie 1192, obecna budowla 1386
2. Kościół św. Marcina w Krakowie, XII w., obecna budowla 1640
3. Kościół św. Krzysztofa we Wrocławiu, 1267, obecna budowla pocz. XV w.
4. Kościół św. Mikołaja w Byczynie, 1283, obecna budowla koniec XIV w.
5. Kościół Chrystusa Zbawiciela w Kluczborku, 1298, obecna budowla XIV w.
6. Kościół w Nysie, 1341, obecna budowla 1544
7. Kościół św. Gertrudy w Koszalinie, 1383
8. Kościół Marii Panny w Lubaniu, 1384, obecna budowla 1452
9. Kościół w Radomiu, 2. poł. XIV w., obecna budowla 1785
10. Kościół w Dźwierzutach, koniec XIV w., obecna budowla 1693
11. Kościół w Mrągowie, 1409, obecna budowla 1734
12. Kościół w Maciejowie, 1446, obecna budowla 1696
13. Kościół św. Jerzego w Pasłęku, XV w., obecna budowla 1592
14. Kościół w Sorkwitach, 1470, obecna budowla XVI/XVII w.
15. Kościół w Pasymiu, 2 poł. XV w.
16. Kościół św. Jana w Kętrzynie, 1480, obecna budowla poł. XVI w.
17. Kościół św. Michała Archanioła w Gierałcicach, XV/XVI w., obecna budowla 1694
18. Kościół w Wieluniu, 1615, obecna budowla 1656
19. Kościół Pokoju w Jaworze, 1655
20. Kościół Pokoju w Świdnicy, 1657
21. Kościół Przemienienia Pańskiego w Nowym Sączu, 1663
22. Kościół w Węgrowie, 1679

Kryteria: data powstania obecnej budowli, współczesne granice państwa, świątynia aktualnie należąca do KEA w RP
1. Kościół Górski Naszego Zbawiciela w Karpaczu, przeł. XII i XIII w. (w obecnym miejscu od 1842)
2. Kościół św. Gertrudy w Koszalinie, 1383
3. Kościół Marii Panny w Legnicy, 1386
4. Kościół Chrystusa Zbawiciela w Kluczborku, XIV w.
5. Kościół św. Mikołaja w Byczynie, koniec XIV w.
6. Kościół św. Krzysztofa we Wrocławiu, pocz. XV w.
7. Kościół Marii Panny w Lubaniu, 1452
8. Kościół w Pasymiu, 2 poł. XV w.
9. Kościół w Nysie, 1544
10. Kościół św. Jana w Kętrzynie, poł. XVI w
11. Kościół św. Jerzego w Pasłęku, 1592
12. Kościół w Sorkwitach, XVI/XVII w.
13. Kościół św. Marcina w Krakowie, 1640
14. Kościół Pokoju w Jaworze, 1655
15. Kościół w Wieluniu, 1656
16. Kościół Pokoju w Świdnicy, 1657
17. Kościół Przemienienia Pańskiego w Nowym Sączu, 1663
18. Kościół w Węgrowie, 1679
19. Kościół w Dźwierzutach, 1693
20. Kościół św. Michała Archanioła w Gierałcicach, 1694
21. Kościół w Maciejowie, 1696

## Nauka Kościoła Luterańskiego
Kościół Ewangelicko-Augsburski (Luterański) opiera swoją wiarę na czterech zasadach: tylko Pismo, tylko Chrystus, tylko wiarą i tylko łaska. Najistotniejszą z nich jest zasada „Tylko Chrystus”, której podporządkowane są wszystkie inne. Oznacza ona, że tylko Jezus Chrystus, Syn Boga Ojca, prawdziwy Bóg i prawdziwy człowiek, dzięki działaniu Ducha Świętego narodzony z Marii Panny, jest jedynym pośrednikiem między człowiekiem a Bogiem, jedynym Zbawicielem i ratunkiem dla grzesznika, który zbawienie przyjmuje z darowanej łaski, bez własnej zasługi, poprzez wiarę w Ukrzyżowanego i Zmartwychwstałego Pana (teologia krzyża). Nauka o usprawiedliwieniu w Kościele luterańskim podkreśla, że nie zbawiają uczynki, a jedynie wiara w usprawiedliwiające dzieło Chrystusa, dokonane na krzyżu Golgoty. Dobre uczynki pokazują, czy wiara jest prawdziwa – człowiek czyni dobrze nie dlatego, aby być zbawionym, ale czyni dobrze dlatego, że Chrystus złożył z życia swego jedyną i niepowtarzalną ofiarę dla zbawienia całego świata.
Wierni uznają niedzielę za dzień święty. Na nabożeństwach odbywa się spowiedź „powszechna”, jednak na życzenie możliwa jest również spowiedź uszna, praktykowana raczej jako „rozmowa wiary”, rozmowa duszpasterska.
Istnieją dwa sakramenty: Chrzest i Komunia Święta. Kościół praktykuje głównie chrzest niemowląt, udziela go również osobom, które wcześniej nie przyjęły chrztu w Imię Boże. Komunia Święta, nazywana Wieczerzą Pańską, Sakramentem Ołtarza, Sakramentem Ciała i Krwi Pańskiej lub Eucharystią, udzielana jest pod dwiema postaciami chleba i wina. Luteranie wierzą, że chrzest święty włącza człowieka do społeczności Kościoła, jest kąpielą nowonarodzenia w Duchu Świętym, zmywa winę za grzech pierworodny (nie sam grzech), który rozumiany jest jako źródło grzesznego stanu całego człowieka (totus homo peccator est). Ewangelicy tradycji augsburskiej wyznają wiarę w cielesną obecność Chrystusa w, pod i z elementami chleba wina (tzw. konsubstancjacja). Luteranie wierzą, że tak, jak ludzka natura Chrystusa przenika się i współistnieje bez konfliktu z jego boską naturą, tak substancja chleba i Ciała oraz wina i Krwi współistnieją obok siebie, i wiarą przyjmowane są przez wierzących podczas liturgii. Sakrament Ołtarza rozumiany jest jako uczestnictwo w ciele i krwi Chrystusa, pamiątka Chrystusa ukrzyżowanego i zmartwychwstałego, społeczność wiernych, antycypacja Królestwa Bożego i ofiara dziękczynienia składana Ojcu.

## Władze kościelne
- Synod Kościoła – najwyższa władza Kościoła Ewangelicko-Augsburskiego w RP, uchwala on prawa kościelne. Do jego kompetencji należy wybór biskupa Kościoła, konsystorza i rady synodalnej. Od 22 kwietnia 2017 prezesem Synodu jest ks. Adam Malina.
- Konsystorz Kościoła – naczelna władza administracyjna Kościoła, organ wykonawczy Synodu. W jego skład wchodzą: Biskup Kościoła jako jego prezes, wiceprezes oraz trzech radców duchownych i trzech radców świeckich. Do jego zadań należy m.in. nadzór nad diecezjami i parafiami.
- Biskup Kościoła – duchowny zwierzchnik Kościoła Ewangelicko-Augsburskiego w RP, kieruje pracami Kościoła jako prezes Konsystorza. Wybierany jest przez synod na okres 10 lat z możliwością powtórnej elekcji. Od stycznia 2010 Biskupem Kościoła jest ks. Jerzy Samiec.
- Rada Synodalna – składa się z prezesa synodu oraz dwóch radców świeckich i duchownych, wybieranych przez synod. Podczas sesji rada synodalna pełni funkcję prezydium synodu.
- Konferencja Biskupów Kościoła – posiada prerogatywy doradcze. W jej skład wchodzą: Biskup Kościoła, biskupi diecezjalni oraz ewangelicki biskup wojskowy.

### Biskupi (zwierzchnicy) Kościoła
|  | Kadencja  | Biskup                       | Urodzony                  | Zmarł                        | Uwagi                                                              |
|  | --------- | ---------------------------- | ------------------------- | ---------------------------- | ------------------------------------------------------------------ |
|  | 1904–1942 | ks. dr Juliusz Bursche       | 19 września 1862, Kalisz  | 20 lutego 1942, Berlin       | Według innych źródeł zginął w obozie koncentracyjnym Sachsenhausen |
|  | 1945–1951 | ks. prof. Jan Szeruda (p.o.) | 26 grudnia 1889, Wędrynia | 21 marca 1962, Warszawa      | Pełniący obowiązki biskupa                                         |
|  | 1951–1959 | ks. dr Karol Kotula          | 26 lutego 1884, Cierlicko | 8 grudnia 1968, Warszawa     |                                                                    |
|  | 1959–1975 | ks. prof. Andrzej Wantuła    | 26 listopada 1905, Ustroń | 15 czerwca 1976, Warszawa    |                                                                    |
|  | 1975–1991 | ks. dr Janusz Narzyński      | 14 marca 1928, Warszawa   | 14 marca 2020, Warszawa      |                                                                    |
|  | 1991–2001 | ks. dr Jan Szarek            | 13 lutego 1936, Bielsko   | 8 października 2020, Cieszyn |                                                                    |
|  | 2001–2010 | ks. Janusz Jagucki           | 14 lutego 1947, Sorkwity  | 13 maja 2025                 | Kadencja skrócona                                                  |
|  | od 2010   | ks. Jerzy Samiec             | 27 marca 1963, Cieszyn    |                              | 12 października 2019 wybrany na drugą 10-letnią kadencję           |

## Administracja Kościoła
Kościół Ewangelicko-Augsburski w RP administracyjnie dzieli się na diecezje i parafie. Diecezja jest jednostką administracyjną składającą się z parafii znajdujących się na określonym terenie. Zadaniem diecezji jest koordynowanie i kontrola działalności parafii, organizowanie współpracy. Najwyższą władzą diecezji jest Synod Diecezjalny, którego kadencja trwa 5 lat. Zwierzchnikiem diecezji jest biskup diecezjalny, którego kadencja trwa 10 lat z możliwością przedłużenia na kolejną kadencję. Siedzibą biskupa diecezjalnego staje się z chwilą wyboru na ten urząd jego macierzysta parafia, chyba że synod diecezjalny wyznaczy stałe miejsce siedziby (tak jest w diecezji wrocławskiej). Obecnie Kościół dzieli się na 6 diecezji:
| Diecezja              | Zwierzchnik           | Siedziba                   |
| --------------------- | --------------------- | -------------------------- |
| cieszyńska            | bp dr Adrian Korczago | Bielsko-Biała              |
| katowicka             | bp Wojciech Pracki    | Opole (wcześniej Katowice) |
| mazurska              | bp Paweł Hause        | Kętrzyn                    |
| pomorsko-wielkopolska | bp prof. Marcin Hintz | Sopot                      |
| warszawska            | bp Jan Cieślar        | Pabianice                  |
| wrocławska            | bp Waldemar Pytel     | Wrocław                    |

Parafia zgodnie z przepisami wewnętrznego prawa kościelnego „jest określoną terytorialnie lokalną społecznością kościelną i jednostką organizacyjną Kościoła, posiadającą siedzibę oraz władze parafialne”. Członkiem parafii są osoby wyznania ewangelickiego mieszkające na jej terenie. Rozległe parafie mogą tworzyć filiały. Najwyższą władzą parafii jest zgromadzenie parafialne, które stanowią członkowie parafii posiadający czynne prawo wyborcze (członek parafii który ukończył 18 rok życia, był konfirmowany, uczęszcza na nabożeństwa, opłacił składkę kościelną). Parafią zarządza rada parafialna powołana na 5-letnią kadencję. Zwierzchnikiem duchownym parafii jest proboszcz, który powołany jest na 10-letnią kadencję z możliwością przedłużenia. Kościół dzieli się na 134 parafie, 133 filiały, posiada 194 kościoły i 151 kaplic.
| Diecezja              | Parafie | Filiały | Kościoły | Kaplice | Duchowni |
| --------------------- | ------- | ------- | -------- | ------- | -------- |
| cieszyńska            | 22      | 24      | 40       | 10      | 44       |
| katowicka             | 41      | 27      | 62       | 33      | 30       |
| mazurska              | 15      | 31      | 19       | 20      | 16       |
| pomorsko-wielkopolska | 18      | 27      | 24       | 17      | 16       |
| warszawska            | 21      | 8       | 19       | 9       | 21       |
| wrocławska            | 16      | 27      | 19       | 16      | 17       |

## Duchowni
Kościół Luterański uznaje jeden urząd duchowny zwiastowania Słowa oraz sprawowania i udzielania sakramentów. Występuje on w trzech posługach:
- biskup – nadzoruje życie całego Kościoła (Biskup Kościoła) lub diecezji (biskup diecezjalny). Dba o zachowanie jedności Kościoła, kieruje całym Kościołem lub diecezją.
- prezbiter (ksiądz) – zwiastuje Słowo Boże, sprawuje sakramenty oraz sprawuje funkcje kierownicze w parafii, a także administruje nią.
- diakon – sprawuje funkcję pomocniczą w Kościele, pełni służbę charytatywną i inną służbę posługiwania w Kościele. Posługę tę może sprawować mężczyzna, jak i kobieta.

Posługę prezbitera i biskupa w Kościele Ewangelicko-Augsburskim w RP może pełnić osoba, która należy do tego Kościoła, posiada obywatelstwo polskie, cieszy się nieposzlakowaną opinią, wykazuje się dobrym stanem zdrowia, ukończyła studia na Wydziale Teologicznym Chrześcijańskiej Akademii Teologicznej w Warszawie, zdała egzamin kościelny i uzyskała akceptację władz kościelnych. Duchowni przechodzą na emeryturę w wieku 65 lat lub – jeśli Konsystorz Kościoła wyrazi na to zgodę – w wieku 68 lat. Do posługi dopuszczani są mężczyźni oraz kobiety. Księży nie obowiązuje celibat. Obecnie Kościół Ewangelicko-Augsburski liczy 196 duchownych (biskupów, prezbiterów-księży oraz diakonów).
W Polsce obowiązują następujące stroje liturgiczne:
- czarna toga z białą befką, jest używana w większości parafii,
- czarna toga z zakładaną na nią białą szatą obszytą koronką (alba silesiana), jest używana przede wszystkim na Śląsku Cieszyńskim,
- alba (sięgająca do kostek biała tunika) z kolorową stułą, używana przez duchownych na Pomorzu i sporadycznie w niemal wszystkich diecezjach.

## Diakoni i diakonisy
W luteranizmie diakonat jest posługą duchowną, w Polsce pełnioną zarówno przez mężczyzn, jak i kobiety. W Kościele pełniona jest również służba ewangelickich diakonis – sióstr żyjących w celibacie i pełniących służbę wśród potrzebujących. Obecnie jest 16 sióstr diakonis w Żeńskim Diakonacie Eben-Ezer w Dzięgielowie na Śląsku Cieszyńskim.

## Duszpasterstwa
Przy Kościele Ewangelicko-Augsburskim w RP działają duszpasterstwa:
| Duszpasterstwo                                                                    | Duszpasterz                                                                                        | Główna siedziba                                                                     |
| --------------------------------------------------------------------------------- | -------------------------------------------------------------------------------------------------- | ----------------------------------------------------------------------------------- |
| Ewangelickie Duszpasterstwo Akademickie                                           | Ewangelickie Duszpasterstwo Studentów Chrześcijańskiej Akademii Teologicznej: ks. dr Grzegorz Olek | Warszawa                                                                            |
| Ewangelickie Duszpasterstwo Akademickie                                           | Ewangelickie Duszpasterstwo Akademickie w Gliwicach: ks. Andrzej Wójcik                            | Gliwice                                                                             |
| Ewangelickie Duszpasterstwo Akademickie                                           | Ewangelickie Duszpasterstwo Akademickie w Katowicach: ks. Konrad Indeka                            | Katowice                                                                            |
| Ewangelickie Duszpasterstwo Akademickie                                           | Ewangelickie Duszpasterstwo Akademickie w Krakowie: ks. Filip Lipiński                             | Kraków                                                                              |
| Ewangelickie Duszpasterstwo Akademickie                                           | Ewangelickie Duszpasterstwo Akademickie w Poznaniu: mgr teol. Maksymilian Gadowski                 | Poznań                                                                              |
| Ewangelickie Duszpasterstwo Akademickie                                           | Ewangelickie Duszpasterstwo Akademickie w Warszawie                                                | Warszawa                                                                            |
| Ewangelickie Duszpasterstwo Akademickie                                           | Ewangelickie Duszpasterstwo Akademickie „Pronoja” we Wrocławiu: ks. Marcin Orawski                 | Wrocław                                                                             |
| Ewangelickie Duszpasterstwo Internetowe                                           | | Dzięgielów                                                                          |
| Ewangelickie Duszpasterstwo Korespondencyjne                                      | mgr teol. Agnieszka Godfrejów-Tarnogórska                                                          | Warszawa                                                                            |
| Ewangelickie Duszpasterstwo Młodzieży                                             | ks. Tymoteusz Bujok                                                                                | Dzięgielów                                                                          |
| Ewangelickie Duszpasterstwo Motocyklistów                                         | ks. por. Waldemar Gabryś                                                                           | Leszno                                                                              |
| Ewangelickie Duszpasterstwo Niesłyszących                                         | dk. Barbara Adamus                                                                                 | Bielsko-Biała                                                                       |
| Ewangelickie Duszpasterstwo Osób Zagrożonych Wykluczeniem Społecznym i Ich Rodzin | ks. dr Roman Hilscher                                                                              | Kraków                                                                              |
| Ewangelickie Duszpasterstwo Policji                                               | ks. Marek Twardzik                                                                                 | Cisownica                                                                           |
| Ewangelickie Duszpasterstwo Straży Pożarnej                                       | ks. mł. bryg. Adam Glajcar                                                                         | Częstochowa                                                                         |
| Ewangelickie Duszpasterstwo Więzienne                                             | ks. Piotr Janik                                                                                    | Warszawa                                                                            |
| Ewangelickie Duszpasterstwo Wojskowe                                              | cz.p.o ks. ppłk Tomasz Wola                                                                        | Warszawa                                                                            |
| Ewangelickie Duszpasterstwa Zagraniczne                                           | Polskie Duszpasterstwo Ewangelickie w Irlandii, ks. Wojciech Froehlich                             | Dublin                                                                              |
| Ewangelickie Duszpasterstwa Zagraniczne                                           | Polskie Duszpasterstwo Ewangelickie w Holandii (działalność zawieszona)                            | Utrecht                                                                             |
| Ewangelickie Duszpasterstwa Zagraniczne                                           | Polskie Duszpasterstwo Ewangelickie w Kanadzie                                                     | Toronto                                                                             |
| Ewangelickie Duszpasterstwa Zagraniczne                                           | Polskie Duszpasterstwo Ewangelickie w Niemczech: ks. Cezary Królewicz                              | Görlitz                                                                             |
| Ewangelickie Duszpasterstwa Zagraniczne                                           | Polskie Duszpasterstwo Ewangelickie w Wielkiej Brytanii                                            | Bradford, Corby, Edynburg, Glasgow, Leeds, Londyn, Manchester, Nottingham/Leicester |
| Ewangelickie Duszpasterstwo Związku Harcerstwa Polskiego                          | ks. Wojciech Rudkowski                                                                             | Radom                                                                               |

## Bratnia Pomoc im. Gustawa Adolfa
- prezes Zarządu Bratniej Pomocy im. Gustawa Adolfa: ks. Daniel Ferek

Bratnia Pomoc im. Gustawa Adolfa to organizacja zajmująca się pomocą parafiom Kościoła Ewangelicko-Augsburskiego w RP. Funkcjonuje na zasadzie samopomocy: corocznie we wszystkich parafiach przeprowadzana jest zbiórka pieniężna, zebrane środki przekazywane są do Zarządu BPiGA. Na posiedzeniu zarządu z udziałem delegatów wszystkich parafii następuje podział zebranych pieniędzy pomiędzy parafie, które zgłosiły zapotrzebowanie na te środki. Środki te przeznaczane są na budowę, renowację kościołów i budynków parafialnych, szkół oraz na różną działalność charytatywną (kuchnie dla biednych, domy opieki dla dzieci i starszych).

## Diakonia Kościoła
- prezes Diakonii Kościoła: ks. bp Ryszard Bogusz
- dyrektor generalny Diakonii Kościoła: Wanda Falk

Diakonia Kościoła Ewangelicko-Augsburskiego w RP to organizacja prowadząca służbę diakonijną przy Kościele Ewangelicko-Augsburskim w Polsce w poszczególnych parafiach. Jej nadrzędnym celem jest niesienie pomocy potrzebującym. Realizuje go m.in. przez: wspieranie instytucji i inicjatyw dotyczących udzielania pomocy bliźnim, opiekę nad ludźmi chorymi, starymi, niepełnosprawnymi, udzielanie pomocy rodzinom. Posiada ośrodki opiekuńcze, szpitale, wypożyczalnie sprzętu rehabilitacyjnego, świetlice dla dzieci. Uczestniczy w Wigilijnym Dziele Pomocy Dzieciom wraz z katolicką Caritas i prawosławną Eleos. Posiada status organizacji pożytku publicznego.

## Centrum Misji i Ewangelizacji (CME)
- prezes Rady Centrum Misji i Ewangelizacji: bp Jerzy Samiec
- dyrektor Centrum Misji i Ewangelizacji: ks. Tymoteusz Bujok

Centrum Misji i Ewangelizacji Kościoła Ewangelicko-Augsburskiego w RP prowadzi działalność na terenie całej Polski w ramach Kościoła Ewangelicko-Augsburskiego w RP, docierając do różnych grup wiekowych i środowiskowych. Centrum wytycza sobie pięć kierunków pracy:
- organizowanie akcji ewangelizacyjnych, z czego największym jest Tydzień Ewangelizacyjny w Dzięgielowie,
- prowadzenia Centrum Kształcenia w ramach którego działa Szkoła Biblijna, są organizowane kursy i szkolenia (Kurs Homiletyczno-Liturgiczny, wielopoziomowy Kurs Duszpasterski, „Kurs Nawigacji” dla liderów młodzieżowych);
- wspieranie pracy diakonijnej i promowanie wolontariatu,
- prowadzenie działalności wydawniczej
- wspieranie powstawania nowych parafii i grup.

Posiada status organizacji pożytku publicznego.

## Polskie Towarzystwo Ewangelickie (PTEw)
- prezes Zarządu Głównego PTEw: Józef Król
- wiceprezes Zarządu Głównego PTEw: Jan Szturc

Polskie Towarzystwo Ewangelickie jest ogólnopolskim stowarzyszeniem społeczno-kulturalnym działającym w środowisku Kościołów ewangelickich. Jego celem jest pielęgnowanie więzi wśród społeczności ewangelickiej, kultywowanie jej tradycji oraz obrona interesów i dobrego imienia ewangelicyzmu w Polsce. Powstało na bazie lokalnego stowarzyszenia, które założono w 1919 w Poznaniu. W 1983 nastąpiło rozszerzenie jego działalności na cały kraj. PTEw działa poprzez oddziały regionalne: Bielsko-Biała, Cieszyn, Jaworze, Katowice, Koszalin, Kraków, Lublin, Łódź, Poznań, Sopot, Ustroń, Warszawa i Wisła. Pracę oddziałów koordynuje Zarząd Główny, którego siedziba mieści się w Katowicach. PTEw jest wydawcą półrocznika „Słowo i Myśl” (redaktor naczelna: Małgorzata Grzywacz), poszczególne oddziały prowadzą swą działalność poprzez imprezy muzyczne, odczytowe, sesje popularnonaukowe, działania społeczne, polityczne, wydawnicze.

## Ekumenia
Kościół Ewangelicko-Augsburski w RP jest we wspólnocie stołu Pańskiego i kazalnicy z Kościołem Ewangelicko-Reformowanym w RP oraz Kościołem Ewangelicko-Metodystycznym w RP.

## Statystyki

### Dane według statystycznych ankiet wyznaniowych
| Rok  | Liczba wiernych | Liczba parafii | Liczba kościołów/kaplic | Liczba duchownych |
| ---- | --------------- | -------------- | ----------------------- | ----------------- |
| 1989 | 91 126          | 292            | 328                     | 171               |
| 1990 | 100 000         | 293            | 328                     | 120               |
| 1992 | 100 000         | 296            | 448                     | 123               |
| 1995 | 85 290          | 285            | 317                     | 136               |
| 1996 | 87 291          | 277            | 276                     | 120               |
| 1998 | 87 484          | 275            |                         | 121               |
| 1999 | 87 300          | 130            |                         | 146               |
| 2000 | 87 300          | 131            | 339                     | 171               |
| 2001 | 86 880          | 292            |                         | 175               |
| 2002 | 79 050          | 292            |                         | 186               |
| 2003 | 78 900          | 292            |                         | 186               |
| 2004 | 77 500          | 132            |                         | 186               |
| 2005 | 77 500          | 134            | 277                     | 190               |
| 2008 | 75 000          | 134            | 230                     | 186               |
| 2009 | 75 001          | 134            | 288                     | 182               |
| 2011 | 61 738          | 134            | 280                     | 178               |
| 2012 | 61 663          | 134            | 253                     | 155               |
| 2013 | 61 654          | 134            | 188                     | 191               |
| 2014 | 61 736          | 133            | 248                     | 176               |
| 2015 | 61 690          | 133            | 327                     | 181               |
| 2016 | 61 582          | 133            | 340                     | 184               |
| 2017 | 61 270          | 133            | 332                     | 197               |
| 2018 | 61 217          | 133            | 332                     | 194               |
| 2019 | 61 188          | 133            | 334                     | 201               |
| 2020 | 60 900          | 133            | 334                     | 196               |
| 2021 | 60 425          | 133            | 332                     | 193               |
| 2022 | 60 297          | 133            |                         | 194               |
| 2023 | 60 244          | 133            |                         | 195               |
| 2024 | 59 891‬          | 132            |                         | 194               |

### Dane według wyników spisów powszechnych
| Spis powszechny               | Liczba deklaracji |
| ----------------------------- | ----------------- |
| Narodowy Spis Powszechny 2011 | 70 766            |
| Narodowy Spis Powszechny 2021 | 65 407            |